# Chris Brown (Sänger)/Diskografie
Diese Diskografie ist eine Übersicht über die musikalischen Werke des US-amerikanischen Hip-Hop-, R&B- und Pop-Sängers Chris Brown, der zeitweise auch als Rapper in Erscheinung tritt. Den Quellenangaben und Schallplattenauszeichnungen zufolge hat er bisher mehr als 320,3 Millionen Tonträger verkauft, davon alleine in seiner Heimat über 263,7 Millionen. Seine erfolgreichste Veröffentlichung ist die Single No Guidance mit über 13,4 Millionen verkauften Einheiten.

## Alben

### Studioalben
| Jahr | Titel Musiklabel                             | Höchstplatzierung, Gesamtwochen, AuszeichnungChartplatzierungen (Jahr, Titel, Musiklabel, Platzierungen, Wochen, Auszeichnungen, Anmerkungen) | Höchstplatzierung, Gesamtwochen, AuszeichnungChartplatzierungen (Jahr, Titel, Musiklabel, Platzierungen, Wochen, Auszeichnungen, Anmerkungen) | Höchstplatzierung, Gesamtwochen, AuszeichnungChartplatzierungen (Jahr, Titel, Musiklabel, Platzierungen, Wochen, Auszeichnungen, Anmerkungen) | Höchstplatzierung, Gesamtwochen, AuszeichnungChartplatzierungen (Jahr, Titel, Musiklabel, Platzierungen, Wochen, Auszeichnungen, Anmerkungen) | Höchstplatzierung, Gesamtwochen, AuszeichnungChartplatzierungen (Jahr, Titel, Musiklabel, Platzierungen, Wochen, Auszeichnungen, Anmerkungen) | Anmerkungen                                                   |
| Jahr | Titel Musiklabel                             | DE | AT | CH | UK | US | Anmerkungen                                                   |
| ---- | -------------------------------------------- | --- | --- | --- | --- | --- | ------------------------------------------------------------- |
| 2005 | Chris Brown Zomba Records (Sony BMG)         | DE31 (5 Wo.)DE | AT66 (2 Wo.)AT | CH18 (7 Wo.)CH | UK29 Gold · (14 Wo.)UK | US2 ×3Dreifachplatin · (69 Wo.)US | Erstveröffentlichung: 29. November 2005 Verkäufe: + 3.275.000 |
| 2007 | Exclusive Zomba Records (Sony BMG)           | DE91 (3 Wo.)DE | — | CH28 (24 Wo.)CH | UK3 Platin · (52 Wo.)UK | US4 ×4Vierfachplatin · (65 Wo.)US | Erstveröffentlichung: 2. November 2007 Verkäufe: + 4.570.000  |
| 2009 | Graffiti Zomba Records (Sony)                | — | — | — | UK55 Silber · (3 Wo.)UK | US7 Gold · (13 Wo.)US | Erstveröffentlichung: 3. Dezember 2009 Verkäufe: + 567.500    |
| 2011 | F.A.M.E. Zomba Records (Sony)                | DE39 (2 Wo.)DE | — | CH34 (5 Wo.)CH | UK10 Platin · (33 Wo.)UK | US1 ×3Dreifachplatin · (47 Wo.)US | Erstveröffentlichung: 18. März 2011 Verkäufe: + 3.452.500     |
| 2012 | Fortune RCA Records (Sony)                   | DE13 (5 Wo.)DE | AT28 (2 Wo.)AT | CH10 (9 Wo.)CH | UK1 Gold · (12 Wo.)UK | US1 Platin · (31 Wo.)US | Erstveröffentlichung: 29. Juni 2012 Verkäufe: + 1.220.000     |
| 2014 | X RCA Records (Sony)                         | DE11 (3 Wo.)DE | AT15 (1 Wo.)AT | CH3 (5 Wo.)CH | UK4 Gold · (10 Wo.)UK | US2 ×2Doppelplatin · (59 Wo.)US | Erstveröffentlichung: 25. August 2014 Verkäufe: + 2.225.000   |
| 2015 | Royalty RCA Records (Sony)                   | DE37 (2 Wo.)DE | AT54 (1 Wo.)AT | CH15 (6 Wo.)CH | UK23 Gold · (11 Wo.)UK | US3 Platin · (41 Wo.)US | Erstveröffentlichung: 18. Dezember 2015 Verkäufe: + 1.180.000 |
| 2017 | Heartbreak on a Full Moon RCA Records (Sony) | DE35 (2 Wo.)DE | AT73 (1 Wo.)AT | CH29 (2 Wo.)CH | UK10 Gold · (23 Wo.)UK | US3 ×2Doppelplatin · (92 Wo.)US | Erstveröffentlichung: 31. Oktober 2017 Verkäufe: + 2.330.000  |
| 2019 | Indigo RCA Records (Sony)                    | DE31 (2 Wo.)DE | AT31 (1 Wo.)AT | CH9 (4 Wo.)CH | UK7 Gold · (19 Wo.)UK | US1 ×3Dreifachplatin · (185 Wo.)US | Erstveröffentlichung: 28. Juni 2019 Verkäufe: + 3.395.000     |
| 2022 | Breezy RCA Records (Sony)                    | DE25 (3 Wo.)DE | AT30 (1 Wo.)AT | CH9 (3 Wo.)CH | UK6 Silber · (6 Wo.)UK | US4 Gold · (23 Wo.)US | Erstveröffentlichung: 24. Juni 2022 Verkäufe: + 560.000       |
| 2023 | 11:11 RCA Records (Sony)                     | DE38 (12 Wo.)DE | AT52 (1 Wo.)AT | CH9 (14 Wo.)CH | UK11 Gold · (12 Wo.)UK | US9 (68 Wo.)US | Erstveröffentlichung: 10. November 2023 Verkäufe: + 125.000   |

### Kollaboalben
| Jahr | Titel Musiklabel                           | Höchstplatzierung, Gesamtwochen, AuszeichnungChartplatzierungen (Jahr, Titel, Musiklabel, Platzierungen, Wochen, Auszeichnungen, Anmerkungen) | Höchstplatzierung, Gesamtwochen, AuszeichnungChartplatzierungen (Jahr, Titel, Musiklabel, Platzierungen, Wochen, Auszeichnungen, Anmerkungen) | Höchstplatzierung, Gesamtwochen, AuszeichnungChartplatzierungen (Jahr, Titel, Musiklabel, Platzierungen, Wochen, Auszeichnungen, Anmerkungen) | Höchstplatzierung, Gesamtwochen, AuszeichnungChartplatzierungen (Jahr, Titel, Musiklabel, Platzierungen, Wochen, Auszeichnungen, Anmerkungen) | Höchstplatzierung, Gesamtwochen, AuszeichnungChartplatzierungen (Jahr, Titel, Musiklabel, Platzierungen, Wochen, Auszeichnungen, Anmerkungen) | Anmerkungen                                                          |
| Jahr | Titel Musiklabel                           | DE | AT | CH | UK | US | Anmerkungen                                                          |
| ---- | ------------------------------------------ | --- | --- | --- | --- | --- | -------------------------------------------------------------------- |
| 2015 | Fan of a Fan: The Album RCA Records (Sony) | DE14 (4 Wo.)DE | AT16 (1 Wo.)AT | CH6 (5 Wo.)CH | UK7 Gold · (13 Wo.)UK | US7 Gold · (20 Wo.)US | Erstveröffentlichung: 20. Februar 2015 Verkäufe: + 670.000; mit Tyga |

### Mixtapes
| Jahr | Titel Musiklabel                                | Höchstplatzierung, Gesamtwochen, AuszeichnungChartplatzierungen (Jahr, Titel, Musiklabel, Platzierungen, Wochen, Auszeichnungen, Anmerkungen) | Höchstplatzierung, Gesamtwochen, AuszeichnungChartplatzierungen (Jahr, Titel, Musiklabel, Platzierungen, Wochen, Auszeichnungen, Anmerkungen) | Höchstplatzierung, Gesamtwochen, AuszeichnungChartplatzierungen (Jahr, Titel, Musiklabel, Platzierungen, Wochen, Auszeichnungen, Anmerkungen) | Höchstplatzierung, Gesamtwochen, AuszeichnungChartplatzierungen (Jahr, Titel, Musiklabel, Platzierungen, Wochen, Auszeichnungen, Anmerkungen) | Höchstplatzierung, Gesamtwochen, AuszeichnungChartplatzierungen (Jahr, Titel, Musiklabel, Platzierungen, Wochen, Auszeichnungen, Anmerkungen) | Anmerkungen                                                          |
| Jahr | Titel Musiklabel                                | DE | AT | CH | UK | US | Anmerkungen                                                          |
| ---- | ----------------------------------------------- | --- | --- | --- | --- | --- | -------------------------------------------------------------------- |
| 2010 | In My Zone (Rhythm & Streets) Selbstverlag      | — | — | — | — | — | Erstveröffentlichung: 14. Februar 2010                               |
| 2010 | Fan of a Fan Selbstverlag                       | — | — | — | — | — | Erstveröffentlichung: 17. Mai 2010 mit Tyga                          |
| 2010 | In My Zone 2 Selbstverlag                       | — | — | — | — | — | Erstveröffentlichung: 27. November 2010                              |
| 2011 | Boy in Detention Selbstverlag                   | — | — | — | — | — | Erstveröffentlichung: 4. August 2011                                 |
| 2013 | X Files Selbstverlag                            | — | — | — | — | — | Erstveröffentlichung: 19. November 2013                              |
| 2015 | Before the Party Selbstverlag                   | — | — | — | — | — | Erstveröffentlichung: 27. November 2015                              |
| 2016 | Before the Trap: Nights in Tarzana Selbstverlag | — | — | — | — | — | Erstveröffentlichung: 29. April 2016 mit OHB Crew                    |
| 2016 | Attack the Block Selbstverlag                   | — | — | — | — | — | Erstveröffentlichung: 18. Oktober 2016 mit OHB Crew & Section Boyz   |
| 2020 | Slime & B RCA Records (Sony)                    | — | — | CH51 (2 Wo.)CH | UK51 (1 Wo.)UK | US24 (39 Wo.)US | Erstveröffentlichung: 4. Mai 2020 Verkäufe: + 15.000; mit Young Thug |

### EPs
| Jahr | Titel Musiklabel                         | Anmerkungen                             |
| ---- | ---------------------------------------- | --------------------------------------- |
| 2015 | Royalty International RCA Records (Sony) | Erstveröffentlichung: 25. Dezember 2015 |

## Singles

### Als Leadmusiker
| Jahr | Titel Album                                   | Höchstplatzierung, Gesamtwochen, AuszeichnungChartplatzierungen (Jahr, Titel, Album, Platzierungen, Wochen, Auszeichnungen, Anmerkungen) | Höchstplatzierung, Gesamtwochen, AuszeichnungChartplatzierungen (Jahr, Titel, Album, Platzierungen, Wochen, Auszeichnungen, Anmerkungen) | Höchstplatzierung, Gesamtwochen, AuszeichnungChartplatzierungen (Jahr, Titel, Album, Platzierungen, Wochen, Auszeichnungen, Anmerkungen) | Höchstplatzierung, Gesamtwochen, AuszeichnungChartplatzierungen (Jahr, Titel, Album, Platzierungen, Wochen, Auszeichnungen, Anmerkungen) | Höchstplatzierung, Gesamtwochen, AuszeichnungChartplatzierungen (Jahr, Titel, Album, Platzierungen, Wochen, Auszeichnungen, Anmerkungen) | Anmerkungen |
| Jahr | Titel Album                                   | DE | AT | CH | UK | US | Anmerkungen |
| --- | --------------------------------------------- | --- | --- | --- | --- | --- | --- |
| 2005 | Run It! Chris Brown                           | DE5 Gold · (15 Wo.)DE | AT12 (15 Wo.)AT | CH5 (20 Wo.)CH | UK2 Platin · (16 Wo.)UK | US1 ×3Dreifachplatin + Platin (Mastertone) · (38 Wo.)US                                                                                  | Erstveröffentlichung: 13. Juni 2005 Verkäufe: + 5.210.000; feat. Juelz Santana                                  |
| 2005 | Yo (Excuse Me Miss) Chris Brown               | DE56 (8 Wo.)DE | — | CH34 (11 Wo.)CH | UK13 Platin · (10 Wo.)UK | US7 ×2Doppelplatin + · (21 Wo.)US | Erstveröffentlichung: 16. November 2005 Verkäufe: + 3.820.000                                                   |
| 2006 | Gimme That Chris Brown                        | DE47 (7 Wo.)DE | — | CH30 (8 Wo.)CH | UK23 Silber · (7 Wo.)UK | US15 Platin + Gold (Mastertone) · (20 Wo.)US                                                                                             | Erstveröffentlichung: 4. April 2006 Verkäufe: + 1.760.000                                                       |
| 2006 | Say Goodbye Chris Brown                       | — | — | — | UK— SilberUK | US10 ×2Doppelplatin + Platin (Mastertone) · (23 Wo.)US                                                                                   | Erstveröffentlichung: 8. August 2006 Verkäufe: + 3.260.000                                                      |
| 2006 | Poppin’ Chris Brown                           | — | — | — | — | US42 Gold + Gold (Mastertone) · (20 Wo.)US                                                                                               | Erstveröffentlichung: 21. November 2006 Verkäufe: + 1.060.000                                                   |
| 2007 | Wall to Wall Exclusive                        | DE59 (7 Wo.)DE | — | CH87 (4 Wo.)CH | UK75 (2 Wo.)UK | US79 Platin · (9 Wo.)US | Erstveröffentlichung: 29. Mai 2007 Verkäufe: + 1.070.000                                                        |
| 2007 | Kiss Kiss Exclusive                           | — | — | CH69 (3 Wo.)CH | UK38 Gold · (17 Wo.)UK | US1 ×6Sechsfachplatin + Platin (Mastertone) · (26 Wo.)US                                                                                 | Erstveröffentlichung: 21. August 2007 Verkäufe: + 7.845.000; feat. T-Pain                                       |
| 2007 | Forever Exclusive – The Forever Edition       | DE20 (16 Wo.)DE | AT31 (11 Wo.)AT | CH22 (16 Wo.)CH | UK4 ×2Doppelplatin · (31 Wo.)UK | US2 ×8Achtfachplatin + Gold (Mastertone) · (33 Wo.)US                                                                                    | Erstveröffentlichung: 2. November 2007 Verkäufe: + 10.280.000                                                   |
| 2007 | With You Exclusive                            | DE33 (11 Wo.)DE | AT42 (10 Wo.)AT | CH24 (31 Wo.)CH | UK8 Platin · (36 Wo.)UK | US2 ×6×2Sechsfachplatin + Doppelplatin (Mastertone) · (29 Wo.)US                                                                         | Erstveröffentlichung: 2. November 2007 Verkäufe: + 9.260.000                                                    |
| 2008 | Take You Down Exclusive                       | — | — | — | UK— SilberUK | US43 ×2Doppelplatin · (20 Wo.)US | Erstveröffentlichung: 12. Januar 2008 Verkäufe: + 2.230.000                                                     |
| 2008 | Dreamer AT&T Team USA (Sampler)               | — | — | — | — | US16 (2 Wo.)US | Erstveröffentlichung: 7. August 2008                                                                            |
| 2008 | Superhuman Exclusive – The Forever Edition    | — | — | — | UK32 (13 Wo.)UK | US— GoldUS | Erstveröffentlichung: 25. Oktober 2008 Verkäufe: + 577.500; feat. Keri Hilson                                   |
| 2009 | I Can Transform Ya Graffiti                   | — | — | — | UK26 Silber · (13 Wo.)UK | US20 ×2Doppelplatin · (19 Wo.)US | Erstveröffentlichung: 29. September 2009 Verkäufe: + 2.290.000; feat. Lil Wayne & Swizz Beatz                   |
| 2009 | Crawl Graffiti                                | — | — | — | UK35 (12 Wo.)UK | US53 Gold · (9 Wo.)US | Erstveröffentlichung: 24. November 2009 Verkäufe: + 552.500                                                     |
| 2010 | Deuces F.A.M.E. • Fan of a Fan                | — | — | — | UK68 Gold · (2 Wo.)UK | US14 ×4Vierfachplatin · (27 Wo.)US | Erstveröffentlichung: 25. Juni 2010 Verkäufe: + 4.558.826; feat. Kevin McCall & Tyga                            |
| 2010 | Yeah 3x F.A.M.E.                              | DE7 Gold · (33 Wo.)DE | AT10 Gold · (21 Wo.)AT | CH7 Platin · (30 Wo.)CH | UK6 Platin · (26 Wo.)UK | US15 ×3Dreifachplatin · (24 Wo.)US | Erstveröffentlichung: 25. Oktober 2010 Verkäufe: + 4.490.000                                                    |
| 2010 | Ain’t Thinkin’ ’Bout You Fan of a Fan         | — | — | — | — | — | Erstveröffentlichung: 22. November 2010 feat. Bow Wow                                                           |
| 2011 | No Bullshit F.A.M.E. • Fan of a Fan           | — | — | — | — | US62 Gold · (18 Wo.)US | Erstveröffentlichung: 18. Januar 2011 Verkäufe: + 500.000; feat. Kevin McCall                                   |
| 2011 | Look at Me Now F.A.M.E.                       | — | — | — | UK44 Gold · (9 Wo.)UK | US6 Diamant · (27 Wo.)US | Erstveröffentlichung: 1. Februar 2011 Verkäufe: + 10.610.000; feat. Lil Wayne & Busta Rhymes                    |
| 2011 | Champion F.A.M.E. • Transition                | — | — | — | UK2 Platin · (20 Wo.)UK | — | Erstveröffentlichung: 6. Februar 2011 Verkäufe: + 600.000; mit Chipmunk                                         |
| 2011 | She Ain’t You F.A.M.E.                        | — | — | — | UK53 (6 Wo.)UK | US27 ×2Doppelplatin · (20 Wo.)US | Erstveröffentlichung: 28. März 2011 Verkäufe: + 2.100.000                                                       |
| 2011 | Beautiful People F.A.M.E. • Electroman        | DE30 Gold · (28 Wo.)DE | AT26 (20 Wo.)AT | CH26 (26 Wo.)CH | UK4 ×2Doppelplatin · (39 Wo.)UK | US43 Platin · (4 Wo.)US | Erstveröffentlichung: 4. April 2011 Verkäufe: + 2.642.500; mit Benny Benassi                                    |
| 2011 | Next 2 You F.A.M.E.                           | DE28 (10 Wo.)DE | AT20 (11 Wo.)AT | CH74 (1 Wo.)CH | UK14 Platin · (16 Wo.)UK | US26 ×2Doppelplatin · (3 Wo.)US | Erstveröffentlichung: 21. Juni 2011 Verkäufe: + 2.840.000; feat. Justin Bieber                                  |
| 2011 | Wet the Bed F.A.M.E.                          | — | — | — | — | US77 Platin · (10 Wo.)US | Erstveröffentlichung: 13. September 2011 Verkäufe: + 1.000.000; feat. Ludacris                                  |
| 2011 | Strip Fortune • Boy in Detention              | — | — | — | UK78 (1 Wo.)UK | US37 ×2Doppelplatin · (20 Wo.)US | Erstveröffentlichung: 18. November 2011 Verkäufe: + 2.077.500; feat. Kevin McCall                               |
| 2012 | Turn Up the Music Fortune                     | DE34 (8 Wo.)DE | AT26 (15 Wo.)AT | CH39 (10 Wo.)CH | UK1 Gold · (14 Wo.)UK | US10 ×2Doppelplatin · (20 Wo.)US | Erstveröffentlichung: 10. Februar 2012 Verkäufe: + 2.777.500                                                    |
| 2012 | Sweet Love Fortune                            | — | — | — | — | US89 Gold · (1 Wo.)US | Erstveröffentlichung: 10. April 2012 Verkäufe: + 500.000                                                        |
| 2012 | Till I Die Fortune                            | — | — | — | — | US— GoldUS | Erstveröffentlichung: 13. April 2012 Verkäufe: + 500.000; feat. Big Sean & Wiz Khalifa                          |
| 2012 | Don’t Wake Me Up Fortune                      | DE11 Gold · (23 Wo.)DE | AT1 Gold · (20 Wo.)AT | CH12 (25 Wo.)CH | UK2 Platin · (17 Wo.)UK | US10 ×3Dreifachplatin · (28 Wo.)US | Erstveröffentlichung: 18. Mai 2012 Verkäufe: + 4.318.900                                                        |
| 2012 | Don’t Judge Me Fortune                        | DE38 (14 Wo.)DE | AT66 (1 Wo.)AT | — | UK42 Silber · (9 Wo.)UK | US67 ×2Doppelplatin · (20 Wo.)US | Erstveröffentlichung: 14. August 2012 Verkäufe: + 2.235.000                                                     |
| 2013 | Fine China X                                  | — | — | — | UK23 Silber · (9 Wo.)UK | US31 Platin · (16 Wo.)US | Erstveröffentlichung: 29. März 2013 Verkäufe: + 1.277.500                                                       |
| 2013 | Don’t Think They Know X (Deluxe Edition)      | — | — | — | — | US81 Platin · (2 Wo.)US | Erstveröffentlichung: 17. Juni 2013 Verkäufe: + 1.000.000; feat. Aaliyah                                        |
| 2013 | Love More X                                   | DE48 (4 Wo.)DE | AT72 (1 Wo.)AT | — | UK32 Silber · (8 Wo.)UK | US23 ×2Doppelplatin · (26 Wo.)US | Erstveröffentlichung: 16. Juli 2013 Verkäufe: + 2.277.500; feat. Nicki Minaj                                    |
| 2013 | Loyal X                                       | DE54 Platin · (7 Wo.)DE | AT61 (1 Wo.)AT | — | UK10 ×2Doppelplatin · (38 Wo.)UK | US9 ×8Achtfachplatin · (36 Wo.)US | Erstveröffentlichung: 19. Dezember 2013 Verkäufe: + 9.920.000; feat. French Montana & Lil Wayne                 |
| 2014 | New Flame X                                   | — | — | — | UK10 Gold · (7 Wo.)UK | US27 ×4Vierfachplatin · (22 Wo.)US | Erstveröffentlichung: 29. Juni 2014 Verkäufe: + 4.530.000; feat. Rick Ross & Usher                              |
| 2015 | Ayo Fan of a Fan: The Album                   | DE23 Platin · (29 Wo.)DE | AT58 (6 Wo.)AT | CH43 (18 Wo.)CH | UK6 ×2Doppelplatin · (29 Wo.)UK | US21 ×3Dreifachplatin · (20 Wo.)US | Erstveröffentlichung: 6. Januar 2015 Verkäufe: + 4.915.000; mit Tyga                                            |
| 2015 | Bitches N Marijuana Fan of a Fan: The Album   | DE50 (5 Wo.)DE | — | — | UK60 Silber · (2 Wo.)UK | US— GoldUS | Erstveröffentlichung: 7. Februar 2015 Verkäufe: + 800.000; mit Tyga feat. Schoolboy Q                           |
| 2015 | Liquor Royalty                                | — | — | — | UK82 (1 Wo.)UK | US60 Platin · (17 Wo.)US | Erstveröffentlichung: 26. Juni 2015 Verkäufe: + 1.015.000                                                       |
| 2015 | Zero Royalty                                  | — | — | — | UK68 (6 Wo.)UK | US80 Gold · (2 Wo.)US | Erstveröffentlichung: 15. August 2015 Verkäufe: + 500.000                                                       |
| 2015 | Back to Sleep Royalty                         | — | — | — | UK100 Gold · (1 Wo.)UK | US20 ×4Vierfachplatin · (20 Wo.)US | Erstveröffentlichung: 9. November 2015 Verkäufe: + 4.605.000; feat. Anthony Hamilton, R. Kelly & Tank           |
| 2015 | Fine by Me Royalty                            | — | — | — | UK76 (1 Wo.)UK | — | Erstveröffentlichung: 27. November 2015                                                                         |
| 2016 | Grass Ain’t Greener Heartbreak on a Full Moon | — | — | — | UK100 Silber · (1 Wo.)UK | US71 ×2Doppelplatin · (4 Wo.)US | Erstveröffentlichung: 4. Mai 2016 Verkäufe: + 2.300.000                                                         |
| 2016 | Party Heartbreak on a Full Moon               | — | — | — | UK68 Gold · (5 Wo.)UK | US40 ×3Dreifachplatin · (20 Wo.)US | Erstveröffentlichung: 16. Dezember 2016 Verkäufe: + 3.540.000; feat. Gucci Mane & Usher                         |
| 2017 | Privacy Heartbreak on a Full Moon             | — | — | CH95 (1 Wo.)CH | UK86 Gold · (4 Wo.)UK | US62 ×3Dreifachplatin · (17 Wo.)US | Erstveröffentlichung: 24. März 2017 Verkäufe: + 3.530.000                                                       |
| 2017 | Welcome to My Life –                          | — | — | — | — | — | Erstveröffentlichung: 9. Juni 2017 feat. Cal Scruby                                                             |
| 2017 | Pills & Automobiles Heartbreak on a Full Moon | — | — | — | UK— SilberUK | US46 ×3Dreifachplatin · (20 Wo.)US | Erstveröffentlichung: 4. August 2017 Verkäufe: + 3.300.000 feat. A Boogie wit da Hoodie, Kodak Black & Yo Gotti |
| 2017 | Questions Heartbreak on a Full Moon           | DE74 Gold · (10 Wo.)DE | — | CH55 Gold · (12 Wo.)CH | UK12 Platin · (19 Wo.)UK | US78 Platin · (13 Wo.)US | Erstveröffentlichung: 11. August 2017 Verkäufe: + 2.025.000                                                     |
| 2017 | High End Heartbreak on a Full Moon            | — | — | CH78 (1 Wo.)CH | UK71 (1 Wo.)UK | US82 Gold · (2 Wo.)US | Promoveröffentlichung: 13. Oktober 2017 Verkäufe: + 500.000; feat. Future & Young Thug                          |
| 2018 | Stranger Things –                             | — | — | — | — | US91 Gold · (1 Wo.)US | Erstveröffentlichung: 24. Februar 2018 Verkäufe: + 530.000; mit Joyner Lucas                                    |
| 2018 | I Don’t Die –                                 | — | — | — | — | — | Erstveröffentlichung: 2. Mai 2018 mit Joyner Lucas                                                              |
| 2019 | Undecided Indigo                              | DE94 (1 Wo.)DE | — | CH47 (1 Wo.)CH | UK15 Gold · (9 Wo.)UK | US35 Platin · (12 Wo.)US | Erstveröffentlichung: 4. Januar 2019 Verkäufe: + 1.470.000                                                      |
| 2019 | Back to Love Indigo                           | — | — | — | UK82 (1 Wo.)UK | — | Erstveröffentlichung: 10. April 2019                                                                            |
| 2019 | Wobble Up Indigo                              | — | — | — | — | US— GoldUS | Erstveröffentlichung: 17. April 2019 Verkäufe: + 500.000; feat. G-Eazy & Nicki Minaj                            |
| 2019 | No Guidance Indigo                            | DE63 Gold · (2 Wo.)DE | — | CH29 Gold · (11 Wo.)CH | UK8 ×2Doppelplatin · (22 Wo.)UK | US5 Diamant + Platin · (46 Wo.)US | Erstveröffentlichung: 8. Juni 2019 Verkäufe: + 13.400.000; feat. Drake                                          |
| 2019 | Heat Indigo                                   | — | — | — | UK— SilberUK | US36 ×4Vierfachplatin · (20 Wo.)US | Erstveröffentlichung: 20. Juni 2019 Verkäufe: + 4.200.000; feat. Gunna                                          |
| 2019 | Something Real –                              | — | — | — | UK99 (1 Wo.)UK | US— GoldUS | Erstveröffentlichung: 22. November 2019 Verkäufe: + 500.000; mit London on da Track & Summer Walker             |
| 2020 | Go Crazy Slime & B                            | DE— aDE | — | CH59 Gold · (15 Wo.)CH | UK10 Platin · (28 Wo.)UK | US3 ×6Sechsfachplatin · (52 Wo.)US | Erstveröffentlichung: 8. Mai 2020 Verkäufe: + 7.280.000; mit Young Thug                                         |
| 2021 | Nostálgico –                                  | — | — | CH69 (1 Wo.)CH | — | US— ×8Diamant + Achtfachplatin (Latin)US                                                                                                 | Erstveröffentlichung: 8. September 2021 Verkäufe: + 1.620.000; mit Rauw Alejandro & Rvssian                     |
| 2022 | Iffy Breezy                                   | — | — | — | UK75 (1 Wo.)UK | US71 (8 Wo.)US | Erstveröffentlichung: 13. Januar 2022                                                                           |
| 2022 | WE (Warm Embrace) Breezy                      | — | — | — | — | US79 Gold · (1 Wo.)US | Erstveröffentlichung: 1. April 2022 Verkäufe: + 500.000                                                         |
| 2022 | Call Me Every Day Breezy                      | — | — | CH— GoldCH | UK53 Silber · (6 Wo.)UK | US76 Platin · (1 Wo.)US | Erstveröffentlichung: 17. Juni 2022 Verkäufe: + 1.250.000; feat. Wizkid                                         |
| 2022 | Under the Influence Indigo (Extended)         | DE12 Gold · (31 Wo.)DE | AT16 Gold · (19 Wo.)AT | CH4 ×2Doppelplatin · (43 Wo.)CH | UK7 ×2Doppelplatin · (38 Wo.)UK | US12 ×5Fünffachplatin · (41 Wo.)US | Erstveröffentlichung: 6. September 2022 Verkäufe: + 7.964.333                                                   |
| 2023 | Summer Too Hot 11:11                          | — | — | — | — | US93 (4 Wo.)US | Erstveröffentlichung: 23. Juni 2023                                                                             |
| 2023 | Sensational 11:11                             | — | — | — | UK45 Silber · (6 Wo.)UK | US71 (8 Wo.)US | Erstveröffentlichung: 20. Oktober 2023 Verkäufe: + 240.000; feat. Davido & Lojay                                |
| 2023 | Nightmares 11:11                              | — | — | — | UK73 (1 Wo.)UK | — | Erstveröffentlichung: 7. November 2023 feat. Byron Messia                                                       |
| 2024 | Residuals –                                   | — | — | — | — | US40 Platin · (35 Wo.)US | Erstveröffentlichung: 11. April 2024 Verkäufe: + 1.000.000                                                      |
| 2025 | Use Me –                                      | — | — | — | — | — | Erstveröffentlichung: 28. März 2025 mit Bow Wow                                                                 |
| 2025 | Holy Blindfold –                              | — | — | — | UK55 (2 Wo.)UK | US89 (1 Wo.)US | Erstveröffentlichung: 13. Juni 2025                                                                             |
| 2025 | It Depends –                                  | — | — | — | UK51 (… Wo.)UK | US33 (… Wo.)US | Erstveröffentlichung: 25. Juli 2025 feat. Bryson Tiller                                                         |
| Folgende Lieder erschienen nicht als Single, wurden aber durch das Album zum Download und Streaming bereitgestellt und konnten somit eine Platzierung erlangen: |                                               | | | | | | |
| |                                               | | | | | | |
| 2016 | Little More (Royalty) Royalty                 | — | — | — | — | US91 Gold · (1 Wo.)US | Charteinstieg: 9. Januar 2016 Verkäufe: + 500.000                                                               |
| 2022 | Till the Wheels Fall Off Breezy               | — | — | — | UK66 (1 Wo.)UK | — | Charteinstieg: 7. Juli 2022 feat. Lil Durk & Capella Grey                                                       |
| 2022 | Addicted Breezy                               | — | — | — | — | US92 (1 Wo.)US | Charteinstieg: 9. Juli 2022 feat. Lil Baby                                                                      |
| 2023 | Angel Numbers / Ten Toes 11:11                | DE33 (13 Wo.)DE | AT44 (6 Wo.)AT | CH5 Gold · (21 Wo.)CH | UK31 Gold · (17 Wo.)UK | US— GoldUS | Charteinstieg: 17. November 2023 Verkäufe: + 1.200.000                                                          |

### Als Gastmusiker
| Jahr | Titel Album                                        | Höchstplatzierung, Gesamtwochen, AuszeichnungChartplatzierungen (Jahr, Titel, Album, Platzierungen, Wochen, Auszeichnungen, Anmerkungen) | Höchstplatzierung, Gesamtwochen, AuszeichnungChartplatzierungen (Jahr, Titel, Album, Platzierungen, Wochen, Auszeichnungen, Anmerkungen) | Höchstplatzierung, Gesamtwochen, AuszeichnungChartplatzierungen (Jahr, Titel, Album, Platzierungen, Wochen, Auszeichnungen, Anmerkungen) | Höchstplatzierung, Gesamtwochen, AuszeichnungChartplatzierungen (Jahr, Titel, Album, Platzierungen, Wochen, Auszeichnungen, Anmerkungen) | Höchstplatzierung, Gesamtwochen, AuszeichnungChartplatzierungen (Jahr, Titel, Album, Platzierungen, Wochen, Auszeichnungen, Anmerkungen) | Anmerkungen |
| Jahr | Titel Album                                        | DE | AT | CH | UK | US | Anmerkungen |
| --- | -------------------------------------------------- | --- | --- | --- | --- | --- | --- |
| 2006 | Shortie Like Mine The Price of Fame                | — | — | — | — | US9 Gold + Platin (Mastertone) · (21 Wo.)US                                                                                              | Erstveröffentlichung: 3. Oktober 2006 Verkäufe: + 1.507.500; Bow Wow feat. Johntá Austin & Chris Brown                                          |
| 2007 | No Air Jordin Sparks                               | DE10 Gold · (22 Wo.)DE | AT8 (26 Wo.)AT | CH8 (29 Wo.)CH | UK3 ×2Doppelplatin · (27 Wo.)UK | US3 Platin + Platin (Mastertone) · (35 Wo.)US                                                                                            | Erstveröffentlichung: 20. November 2007 Verkäufe: + 5.281.000; Jordin Sparks feat. Chris Brown                                                  |
| 2008 | Shawty Get Loose VYP (Voice of the Young People)   | — | — | — | UK57 (3 Wo.)UK | US10 (12 Wo.)US | Erstveröffentlichung: 12. Februar 2009 Verkäufe: + 7.500; Lil’ Mama feat. Chris Brown & T-Pain                                                  |
| 2008 | Get Like Me The Greatest Story Ever Told           | — | — | — | — | US16 (21 Wo.)US | Erstveröffentlichung: 12. März 2008 David Banner feat. Chris Brown                                                                              |
| 2008 | What Them Girls Like Theater of the Mind           | — | — | — | — | US33 Gold · (14 Wo.)US | Erstveröffentlichung: 7. August 2008 Verkäufe: + 500.000; Ludacris feat. Chris Brown & Sean Garrett                                             |
| 2008 | Freeze Thr33 Ringz                                 | — | — | — | UK62 (2 Wo.)UK | US38 (10 Wo.)US | Erstveröffentlichung: 10. Oktober 2008 T-Pain feat. Chris Brown                                                                                 |
| 2009 | Work That Serious Japanese                         | — | — | — | — | — | Erstveröffentlichung: 14. Januar 2009 Teriyaki Boyz feat. Chris Brown & Pharrell                                                                |
| 2009 | Drop It Low More Than a Game (O.S.T.)              | — | — | — | — | US38 (17 Wo.)US | Erstveröffentlichung: 9. August 2009 Ester Dean feat. Chris Brown                                                                               |
| 2009 | Back to the Crib –                                 | — | — | — | — | — | Erstveröffentlichung: 21. Dezember 2009 Juelz Santana feat. Chris Brown                                                                         |
| 2010 | Make a Movie The Perfect Storm                     | — | — | — | — | US71 (14 Wo.)US | Erstveröffentlichung: 24. August 2010 Twista feat. Chris Brown                                                                                  |
| 2010 | Get Back Up No Mercy                               | — | — | — | — | US70 (1 Wo.)US | Erstveröffentlichung: 18. Oktober 2010 T.I. feat. Chris Brown                                                                                   |
| 2011 | My Last Finally Famous                             | — | — | — | — | US30 Platin · (21 Wo.)US | Erstveröffentlichung: 1. März 2011 Verkäufe: + 1.000.000; Big Sean feat. Chris Brown                                                            |
| 2011 | One Night Stand No Boys Allowed                    | — | — | — | — | — | Erstveröffentlichung: 8. März 2011 Keri Hilson feat. Chris Brown                                                                                |
| 2011 | Best Love Song Revolver                            | — | — | — | UK40 (2 Wo.)UK | US33 (20 Wo.)US | Erstveröffentlichung: 22. März 2011 Verkäufe: + 35.000; T-Pain feat. Chris Brown                                                                |
| 2011 | International Love Planet Pit                      | DE21 (16 Wo.)DE | AT8 Gold · (28 Wo.)AT | CH13 Platin · (26 Wo.)CH | UK10 Platin · (15 Wo.)UK | US13 ×4Vierfachplatin · (26 Wo.)US | Erstveröffentlichung: 30. Mai 2011 Verkäufe: + 5.692.900; Pitbull feat. Chris Brown                                                             |
| 2011 | Pot of Gold The R.E.D. Album                       | — | — | CH72 (1 Wo.)CH | UK58 (2 Wo.)UK | — | Erstveröffentlichung: 17. Juli 2011 The Game feat. Chris Brown                                                                                  |
| 2011 | Body 2 Body Blood, Sweat & Tears                   | — | — | — | — | US65 (13 Wo.)US | Erstveröffentlichung: 26. Juli 2011 Ace Hood feat. Chris Brown                                                                                  |
| 2011 | Better with the Lights Off Too Cool to Care        | — | — | — | — | US38 Platin · (19 Wo.)US | Erstveröffentlichung: 2. August 2011 Verkäufe: + 1.000.000; New Boyz feat. Chris Brown                                                          |
| 2011 | Another Round –                                    | — | — | — | — | US80 Gold · (6 Wo.)US | Erstveröffentlichung: 19. Oktober 2011 Verkäufe: + 500.000; Fat Joe feat. Chris Brown                                                           |
| 2012 | Birthday Cake (Remix) –                            | — | — | — | — | US24 Platin · (20 Wo.)US | Erstveröffentlichung: 6. März 2012 Verkäufe: + 1.000.000; Rihanna feat. Chris Brown                                                             |
| 2012 | Right by My Side Pink Friday: Roman Reloaded       | — | — | — | UK70 (7 Wo.)UK | US51 ×2Doppelplatin · (15 Wo.)US | Erstveröffentlichung: 27. März 2012 Verkäufe: + 2.130.000; Nicki Minaj feat. Chris Brown                                                        |
| 2012 | Take It to the Head Kiss the Ring                  | — | — | — | — | US58 Platin · (20 Wo.)US | Erstveröffentlichung: 3. April 2012 Verkäufe: + 1.000.000 DJ Khaled feat. Chris Brown, Nicki Minaj, Rick Ross & Lil Wayne                       |
| 2012 | I Can Only Imagine Nothing but the Beat            | DE32 (9 Wo.)DE | AT17 (8 Wo.)AT | CH15 (4 Wo.)CH | UK18 (7 Wo.)UK | US44 (14 Wo.)US | Erstveröffentlichung: 10. April 2012 Verkäufe: + 35.000; David Guetta feat. Chris Brown & Lil Wayne                                             |
| 2012 | Amazing Sex, Drugs & Video Games                   | — | — | — | — | — | Erstveröffentlichung: 26. April 2012 David Banner feat. Chris Brown                                                                             |
| 2012 | Put It Down Two Eleven                             | — | — | — | — | US65 (14 Wo.)US | Erstveröffentlichung: 4. Mai 2012 Brandy feat. Chris Brown                                                                                      |
| 2012 | Function (Remix) –                                 | — | — | — | — | — | Erstveröffentlichung: 6. Juli 2012 E-40 feat. Chris Brown, French Montana, Problem, Red Café & Young Jeezy                                      |
| 2012 | Something About You –                              | — | — | — | — | — | Erstveröffentlichung: 24. Juli 2012 Wisin & Yandel feat. Chris Brown & T-Pain                                                                   |
| 2012 | Celebration Jesus Piece                            | — | — | — | — | US81 (12 Wo.)US | Erstveröffentlichung: 18. September 2012 Game feat. Chris Brown, Tyga, Wiz Khalifa & Lil Wayne                                                  |
| 2012 | Like You (Remix) –                                 | — | — | — | — | — | Erstveröffentlichung: 18. Dezember 2012 Parlay Starr feat. Chris Brown, Kevin McCall & Tyga                                                     |
| 2013 | Ready –                                            | — | — | — | — | — | Erstveröffentlichung: 18. Januar 2013 Verkäufe: + 500.000; Fabolous feat. Chris Brown                                                           |
| 2013 | Up! (R&B Remix) –                                  | — | — | — | — | — | Erstveröffentlichung: 29. Januar 2013 J. Valentine feat. Chris Brown & Pleasure P                                                               |
| 2013 | As Your Friend Forget the World                    | DE67 (2 Wo.)DE | — | — | UK21 (2 Wo.)UK | US88 (3 Wo.)US | Erstveröffentlichung: 22. März 2013 Afrojack feat. Chris Brown                                                                                  |
| 2013 | Beat It Back 2 Life                                | — | — | — | — | US52 (18 Wo.)US | Erstveröffentlichung: 15. April 2013 Verkäufe: + 35.000; Sean Kingston feat. Chris Brown & Wiz Khalifa                                          |
| 2013 | It Won’t Stop Call Me Crazy, but…                  | — | — | — | UK— SilberUK | US30 Platin · (20 Wo.)US | Erstveröffentlichung: 10. September 2013 Verkäufe: + 1.230.000; Sevyn Streeter feat. Chris Brown                                                |
| 2013 | Show Me My Own Lane                                | DE36 Gold · (31 Wo.)DE | AT47 (2 Wo.)AT | CH32 (3 Wo.)CH | UK23 Platin · (18 Wo.)UK | US13 ×4Vierfachplatin · (31 Wo.)US | Erstveröffentlichung: 17. September 2013 Verkäufe: + 4.930.000; Kid Ink feat. Chris Brown                                                       |
| 2014 | Main Chick My Own Lane                             | DE99 (1 Wo.)DE | — | — | UK69 Silber · (2 Wo.)UK | US60 Platin · (20 Wo.)US | Erstveröffentlichung: 11. März 2014 Verkäufe: + 1.275.000; Kid Ink feat. Chris Brown                                                            |
| 2014 | Hold You Down I Changed Alot                       | — | — | — | — | US39 Platin · (20 Wo.)US | Erstveröffentlichung: 11. August 2014 Verkäufe: + 1.000.000; DJ Khaled feat. August Alsina, Chris Brown, Future & Jeremih                       |
| 2014 | Do Not Disturb VII                                 | — | — | — | — | US— GoldUS | Erstveröffentlichung: 28. Oktober 2014 Verkäufe: + 500.000; Teyana Taylor feat. Chris Brown                                                     |
| 2014 | Only The Pinkprint                                 | — | — | — | UK35 Platin · (9 Wo.)UK | US12 ×3Dreifachplatin · (25 Wo.)US | Erstveröffentlichung: 28. Oktober 2014 Verkäufe: + 3.900.000 Nicki Minaj feat. Chris Brown, Drake & Lil Wayne                                   |
| 2014 | Post to Be Sex Playlist                            | — | — | — | UK74 Platin · (16 Wo.)UK | US13 ×6Sechsfachplatin · (37 Wo.)US | Erstveröffentlichung: 11. November 2014 Verkäufe: + 6.705.000; Omarion feat. Jhené Aiko & Chris Brown                                           |
| 2014 | Dangerous Part II –                                | DE— bDE | AT— bAT | CH— bCH | UK— bUK | US— bUS | Erstveröffentlichung: 19. Dezember 2014 David Guetta feat. Chris Brown, Sam Martin & Trey Songz                                                 |
| 2015 | Don’t Kill the Fun Shoulda Been There, Pt. 1       | — | — | — | — | — | Erstveröffentlichung: 13. Januar 2015 Sevyn Streeter feat. Chris Brown                                                                          |
| 2015 | Hotel Full Speed                                   | DE30 (9 Wo.)DE | — | — | UK43 Silber · (5 Wo.)UK | US96 Gold · (1 Wo.)US | Erstveröffentlichung: 9. Januar 2015 Verkäufe: + 700.000; Kid Ink feat. Chris Brown                                                             |
| 2015 | Private Show Paperwork                             | — | — | — | — | — | Erstveröffentlichung: 24. Februar 2015 T.I. feat. Chris Brown                                                                                   |
| 2015 | Five More Hours Good Evening                       | DE23 Platin · (34 Wo.)DE | AT15 (25 Wo.)AT | CH22 (20 Wo.)CH | UK4 Platin · (24 Wo.)UK | US— PlatinUS | Erstveröffentlichung: 2. März 2015 Verkäufe: + 3.360.000; Deorro feat. Chris Brown                                                              |
| 2015 | Get That Money –                                   | — | — | — | — | — | Erstveröffentlichung: 17. März 2015 Lil Durk feat. Chris Brown                                                                                  |
| 2015 | You Changed Me Hollywood: A Story of a Dozen Roses | — | — | — | — | US93 (2 Wo.)US | Erstveröffentlichung: 13. März 2015 Jamie Foxx feat. Chris Brown                                                                                |
| 2015 | Fun Globalization                                  | DE36 (14 Wo.)DE | AT44 (7 Wo.)AT | CH50 (4 Wo.)CH | UK68 (5 Wo.)UK | US40 Platin · (15 Wo.)US | Erstveröffentlichung: 21. April 2015 Verkäufe: + 1.065.000; Pitbull feat. Chris Brown                                                           |
| 2015 | Do It Again –                                      | — | — | — | UK8 ×2Doppelplatin · (28 Wo.)UK | US71 Platin · (11 Wo.)US | Erstveröffentlichung: 4. Mai 2015 Verkäufe: + 2.540.000; Pia Mia feat. Chris Brown & Tyga                                                       |
| 2015 | How Many Times I Changed Alot                      | — | — | — | — | US68 Gold · (15 Wo.)US | Erstveröffentlichung: 12. Mai 2015 Verkäufe: + 500.000 DJ Khaled feat. Big Sean, Chris Brown & Lil Wayne                                        |
| 2015 | All Eyes on You Dreams Worth More Than Money       | — | — | — | UK55 Platin · (16 Wo.)UK | US21 Platin · (20 Wo.)US | Erstveröffentlichung: 26. Juni 2015 Verkäufe: + 2.675.000; Meek Mill feat. Chris Brown & Nicki Minaj                                            |
| 2015 | Body on Me –                                       | — | — | — | UK22 Gold · (14 Wo.)UK | — | Erstveröffentlichung: 7. August 2015 Verkäufe: + 460.000; Rita Ora feat. Chris Brown                                                            |
| 2015 | Play No Games Dark Sky Paradise                    | — | — | — | — | US84 Platin · (14 Wo.)US | Erstveröffentlichung: 22. September 2015 Verkäufe: + 1.000.000; Big Sean feat. Chris Brown & Ty Dolla Sign                                      |
| 2015 | Player Joyride                                     | — | — | — | UK85 (1 Wo.)UK | — | Erstveröffentlichung: 2. Oktober 2015 Verkäufe: + 35.000; Tinashe feat. Chris Brown                                                             |
| 2015 | Gold Slugs I Changed a Lot                         | — | — | — | — | — | Erstveröffentlichung: 13. Oktober 2015 Verkäufe: + 535.000 DJ Khaled feat. August Alsina, Chris Brown & Fetty Wap                               |
| 2015 | Drifting When It’s Dark Out                        | — | — | — | — | US98 Gold · (1 Wo.)US | Erstveröffentlichung: 19. November 2015 Verkäufe: + 1.040.000; G-Eazy feat. Chris Brown                                                         |
| 2015 | Til the Morning –                                  | — | — | — | — | — | Erstveröffentlichung: 1. Dezember 2015 DJ Carisma feat. Chris Brown & DeJ Loaf                                                                  |
| 2015 | Been Around the World This Thing Called Life       | — | — | — | — | — | Erstveröffentlichung: 3. Dezember 2015 August Alsina feat. Chris Brown                                                                          |
| 2015 | Sorry Black Market                                 | — | — | — | — | US97 Gold · (1 Wo.)US | Erstveröffentlichung: 7. Dezember 2015 Verkäufe: + 500.000; Rick Ross feat. Chris Brown                                                         |
| 2016 | Something New –                                    | — | — | — | — | US93 (3 Wo.)US | Erstveröffentlichung: 3. Februar 2016 Zendaya feat. Chris Brown                                                                                 |
| 2016 | Paradise Danceaholic                               | — | — | — | UK40 Silber · (13 Wo.)UK | — | Erstveröffentlichung: 31. März 2016 Verkäufe: + 200.000; Benny Benassi feat. Chris Brown                                                        |
| 2016 | Wishing Quality Street Music 2                     | — | — | — | — | US77 Gold · (14 Wo.)US | Erstveröffentlichung: 9. Mai 2016 Verkäufe: + 500.000; DJ Drama feat. Chris Brown & Skeme & Lyquin                                              |
| 2016 | No Romeo No Juliet –                               | — | — | — | — | — | Erstveröffentlichung: 11. Mai 2016 50 Cent feat. Chris Brown                                                                                    |
| 2016 | I’m the Man (Remix) –                              | — | — | — | — | — | Erstveröffentlichung: 27. Mai 2016 50 Cent feat. Chris Brown                                                                                    |
| 2016 | Do You Mind Major Key                              | — | — | — | UK— SilberUK | US27 ×4Vierfachplatin · (20 Wo.)US | Erstveröffentlichung: 28. Juli 2016 Verkäufe: + 2.640.000; DJ Khaled feat. August Alsina, Chris Brown, Future, Jeremih, Nicki Minaj & Rick Ross |
| 2016 | Moon Walk –                                        | — | — | — | — | — | Erstveröffentlichung: 3. November 2016 Gucci Mane feat. Akon & Chris Brown                                                                      |
| 2016 | Famous Smoke Cloud TMG & OHB                       | — | — | — | — | — | Erstveröffentlichung: 21. November 2016 Ray J feat. Chris Brown                                                                                 |
| 2017 | I Think of You Best of Late Nights                 | — | — | — | — | — | Erstveröffentlichung: 3. Februar 2017 Jeremih feat. Big Sean & Chris Brown                                                                      |
| 2017 | Just as I Am Five                                  | — | — | — | — | — | Erstveröffentlichung: 21. Februar 2017 Prince Royce feat. Chris Brown & Spiff TV                                                                |
| 2017 | Whatever You Need Wins & Losses                    | — | — | — | — | US51 Platin · (13 Wo.)US | Erstveröffentlichung: 1. Juni 2017 Verkäufe: + 1.015.000 Meek Mill feat. Chris Brown & Ty Dolla Sign                                            |
| 2017 | African Bad Gyal Sounds From the Other Side        | — | — | — | — | — | Erstveröffentlichung: 9. Juni 2017 Wizkid feat. Chris Brown                                                                                     |
| 2017 | Hello Ego Trip                                     | — | — | — | — | — | Erstveröffentlichung: 19. Juni 2017 Jhené Aiko feat. Chris Brown                                                                                |
| 2017 | Tone It Down Mr. Davis                             | — | — | — | — | — | Erstveröffentlichung: 20. Juni 2017 Verkäufe: + 500.000; Gucci Mane feat. Chris Brown                                                           |
| 2017 | Pie Hndrxx                                         | — | — | — | UK92 (1 Wo.)UK | US— GoldUS | Erstveröffentlichung: 25. Juni 2017 Verkäufe: + 555.000; Future feat. Chris Brown                                                               |
| 2017 | Perfect Paranoia: A True Story                     | — | — | — | — | — | Erstveröffentlichung: 28. Juli 2017 Verkäufe: + 500.000; Dave East feat. Chris Brown                                                            |
| 2017 | Either Way Kimberly: The People I Used to Know     | — | — | — | — | — | Erstveröffentlichung: 15. September 2017 K. Michelle feat. Chris Brown                                                                          |
| 2018 | Melanin Magic (Pretty Brown) –                     | — | — | — | — | — | Erstveröffentlichung: 19. Januar 2018 Remy Ma feat. Chris Brown                                                                                 |
| 2018 | Love You Better –                                  | — | — | — | — | — | Erstveröffentlichung: 9. Februar 2018 King Combs feat. Chris Brown                                                                              |
| 2018 | Freaky Friday –                                    | DE21 Gold · (14 Wo.)DE | AT20 (12 Wo.)AT | CH33 (11 Wo.)CH | UK1 ×2Doppelplatin · (21 Wo.)UK | US8 ×5Fünffachplatin · (20 Wo.)US | Erstveröffentlichung: 2. März 2018 Verkäufe: + 7.190.000; Lil Dicky feat. Chris Brown                                                           |
| 2018 | Focus (Remix) –                                    | — | — | — | — | US— cUS | Erstveröffentlichung: 4. März 2018 H.E.R. feat. Chris Brown                                                                                     |
| 2018 | Date Night (Same Time) –                           | — | — | — | — | — | Erstveröffentlichung: 23. März 2018 Kirko Bangz feat. Chris Brown                                                                               |
| 2018 | Attention –                                        | — | — | — | — | — | Erstveröffentlichung: 24. Juli 2018 Dre & Fat Joe feat. Chris Brown                                                                             |
| 2018 | Overdose –                                         | — | — | — | — | — | Erstveröffentlichung: 26. Juli 2018 Agnez Mo feat. Chris Brown                                                                                  |
| 2018 | Buss It –                                          | — | — | — | — | — | Erstveröffentlichung: 30. August 2018 Sage the Gemini & Fat Joe feat. Chris Brown                                                               |
| 2018 | Toot That Whoa Whoa Turbulence                     | — | — | — | — | — | Erstveröffentlichung: 18. September 2018 A1 feat. Chris Brown & PC                                                                              |
| 2018 | Whatchamacallit Ella Mai                           | — | — | — | UK84 Silber · (1 Wo.)UK | US— PlatinUS | Erstveröffentlichung: 4. Oktober 2018 Verkäufe: + 1.330.000; Ella Mai feat. Chris Brown                                                         |
| 2018 | Monsta Living Legends                              | — | — | — | — | — | Erstveröffentlichung: 26. November 2018 Kali Ranks feat. Chris Brown & Stephanie Adler                                                          |
| 2019 | Must Be Destination                                | — | — | — | — | — | Erstveröffentlichung: 25. Januar 2019 Rockie Fresh feat. Chris Brown                                                                            |
| 2019 | Chi Chi –                                          | — | — | — | — | — | Erstveröffentlichung: 4. Februar 2019 Trey Songz feat. Chris Brown                                                                              |
| 2019 | Light It Up –                                      | DE77 (1 Wo.)DE | — | CH78 (1 Wo.)CH | UK55 (2 Wo.)UK | US90 (1 Wo.)US | Erstveröffentlichung: 25. April 2019 Verkäufe: + 40.000; Marshmello feat. Chris Brown & Tyga                                                    |
| 2019 | Jealous Father of Asahd                            | — | — | CH80 (1 Wo.)CH | UK37 (3 Wo.)UK | US57 Gold · (1 Wo.)US | Erstveröffentlichung: 10. Mai 2019 Verkäufe: + 535.000 DJ Khaled feat. Big Sean, Chris Brown & Lil Wayne                                        |
| 2019 | Easy (Remix) –                                     | — | — | — | UK— SilberUK | US79 ×4Vierfachplatin · (15 Wo.)US | Erstveröffentlichung: 31. Mai 2019 Verkäufe: + 4.200.000; DaniLeigh feat. Chris Brown                                                           |
| 2019 | Haute Legendary                                    | — | AT58 (1 Wo.)AT | CH23 (2 Wo.)CH | UK66 (1 Wo.)UK | — | Erstveröffentlichung: 5. Juni 2019 Tyga feat. J Balvin & Chris Brown                                                                            |
| 2019 | G Walk Certified Hitmaker                          | — | — | — | — | — | Erstveröffentlichung: 7. Juni 2019 Verkäufe: + 500.000; Lil Mosey feat. Chris Brown                                                             |
| 2019 | Blow My Mind A Good Time                           | — | — | — | — | US— GoldUS | Erstveröffentlichung: 26. Juli 2019 Verkäufe: + 600.000; Davido feat. Chris Brown                                                               |
| 2019 | Coming Home Behind These Scars                     | — | — | — | — | — | Erstveröffentlichung: 5. September 2019 Casanova feat. Chris Brown                                                                              |
| 2019 | Restroom Occupied Baccend Beezy                    | — | — | — | — | US— GoldUS | Erstveröffentlichung: 14. November 2019 Verkäufe: + 500.000; Yella Beezy feat. Chris Brown                                                      |
| 2019 | Did You –                                          | — | — | — | — | — | Erstveröffentlichung: 22. November 2019 4B feat. Chris Brown                                                                                    |
| 2019 | Out of Your Mind Montana                           | — | — | — | — | — | Erstveröffentlichung: 6. Dezember 2019 French Montana feat. Chris Brown & Swae Lee                                                              |
| 2020 | Slide (Remix) –                                    | — | — | — | UK— SilberUK | US— dUS | Erstveröffentlichung: 16. Januar 2020 Verkäufe: + 200.000; H.E.R. feat. A Boogie wit da Hoodie, Chris Brown & Pop Smoke                         |
| 2020 | Safety 2020 –                                      | — | — | — | — | — | Erstveröffentlichung: 24. Januar 2020 Gashi feat. Afro B, Chris Brown & DJ Snake                                                                |
| 2020 | Wake Up Dead –                                     | — | — | — | — | — | Erstveröffentlichung: 24. April 2020 T-Pain feat. Chris Brown                                                                                   |
| 2020 | Put in Work –                                      | — | — | — | — | US— GoldUS | Erstveröffentlichung: 24. Juli 2020 Verkäufe: + 500.000; Jacquees feat. Chris Brown                                                             |
| 2020 | Back to You –                                      | — | — | — | — | — | Erstveröffentlichung: 9. Oktober 2020 O.T. Genasis feat. Chris Brown & Charlie Wilson                                                           |
| 2020 | What It Is –                                       | — | — | — | — | — | Erstveröffentlichung: 30. Oktober 2020 Kyle feat. Chris Brown                                                                                   |
| 2021 | Provide These Things Happen Too                    | — | — | — | UK98 (1 Wo.)UK | US64 (1 Wo.)US | Erstveröffentlichung: 5. Februar 2021 G-Eazy feat. Chris Brown & Mark Morrison                                                                  |
| 2021 | Guilty Drunken Wordz Sober Thoughtz                | — | — | — | — | — | Erstveröffentlichung: 12. Februar 2021 Sevyn Streeter feat. A$AP Ferg & Chris Brown                                                             |
| 2021 | Rolls Royce Umbrella Crazy                         | — | — | — | — | — | Erstveröffentlichung: 12. Februar 2021 Clever feat. Chris Brown                                                                                 |
| 2021 | Feels Playboy                                      | — | — | — | — | — | Erstveröffentlichung: 19. Februar 2021 Tory Lanez feat. Chris Brown                                                                             |
| 2021 | Baby –                                             | — | — | — | — | — | Erstveröffentlichung: 12. März 2021 Sage the Gemini feat. Chris Brown                                                                           |
| 2021 | Come Through Back of My Mind                       | — | — | — | UK75 (1 Wo.)UK | US64 Gold · (18 Wo.)US | Erstveröffentlichung: 23. April 2021 Verkäufe: + 520.000; H.E.R. feat. Chris Brown                                                              |
| 2021 | Track Star (Remix) –                               | — | — | — | UK— eUK | US— eUS | Erstveröffentlichung: 18. Mai 2021 Mooski feat. A Boogie wit da Hoodie & Chris Brown                                                            |
| 2021 | Rain Down –                                        | — | — | — | — | — | Erstveröffentlichung: 4. Juni 2021 OG Parker feat. Chris Brown, Layton Greene, Latto & PnB Rock                                                 |
| 2021 | Baddest Moon Boy                                   | — | — | — | — | US56 Gold · (20 Wo.)US | Erstveröffentlichung: 11. Juni 2021 Verkäufe: + 500.000; Yung Bleu feat. 2 Chainz & Chris Brown                                                 |
| 2021 | Angles Folarin II                                  | — | — | — | — | — | Erstveröffentlichung: 18. Juni 2021 Wale feat. Chris Brown                                                                                      |
| 2021 | Gyalis (Remix) –                                   | — | — | — | — | — | Erstveröffentlichung: 1. Oktober 2021 Capella Grey & Popcaan feat. Chris Brown                                                                  |
| 2021 | Get Back –                                         | — | — | — | — | — | Erstveröffentlichung: 29. Oktober 2021 Mario feat. Chris Brown                                                                                  |
| 2022 | DFMU Heart on My Sleeve                            | — | — | — | — | US85 Platin · (4 Wo.)US | Erstveröffentlichung: 28. Januar 2022 Verkäufe: + 1.000.000; Ella Mai feat. Chris Brown                                                         |
| 2022 | Monalisa –                                         | — | — | — | — | — | Erstveröffentlichung: 19. Mai 2022 Lojay & Sarz feat. Chris Brown                                                                               |
| 2022 | Nasty –                                            | — | — | — | — | — | Erstveröffentlichung: 16. Dezember 2022 Tyga feat. Chris Brown                                                                                  |
| 2023 | Do You Mind Mood Swings                            | — | — | — | — | — | Erstveröffentlichung: 16. Januar 2023 Vedo feat. Chris Brown                                                                                    |
| 2023 | How Does It Feel In Pieces                         | — | — | — | — | — | Erstveröffentlichung: 24. Februar 2023 Chlöe feat. Chris Brown                                                                                  |
| 2023 | Trust In God Can You Imagine?                      | — | — | — | — | US— PlatinUS | Erstveröffentlichung: 28. April 2023 Verkäufe: + 1.000.000; Elevation Worship feat. Chris Brown                                                 |
| 2023 | Don’t Give It Away Fridayy                         | — | — | — | — | — | Erstveröffentlichung: 2. Juni 2023 Fridayy feat. Chris Brown                                                                                    |
| 2023 | Motion –                                           | — | — | — | — | — | Erstveröffentlichung: 17. Juli 2023 Ty Dolla Sign feat. Chris Brown                                                                             |
| 2023 | How We Roll CiCi                                   | — | — | — | — | US— GoldUS | Erstveröffentlichung: 4. August 2023 Verkäufe: + 500.000; Ciara feat. Chris Brown                                                               |
| 2023 | IDGAF Tee’s Coney Island                           | — | — | — | — | US98 Gold · (2 Wo.)US | Erstveröffentlichung: 8. September 2023 Verkäufe: + 500.000; Tee Grizzley feat. Chris Brown & Mariah the Scientist                              |
| 2024 | Wake Up –                                          | — | — | — | — | — | Erstveröffentlichung: 26. April 2024 Skylar Blatt feat. Chris Brown                                                                             |
| 2024 | UnLonely –                                         | — | — | — | — | — | Erstveröffentlichung: 3. Mai 2024 J. Valentine feat. Chris Brown                                                                                |
| 2024 | Wait on It –                                       | — | — | — | — | — | Erstveröffentlichung: 28. Juni 2024 Jeremih feat. Chris Brown & Bryson Tiller                                                                   |
| 2025 | Mutt (CB Remix) Mutt (Deluxe: Heel)                | — | — | — | — | — | Erstveröffentlichung: 21. März 2025 Leon Thomas feat. Chris Brown                                                                               |
| 2025 | I Know a Name –                                    | — | — | — | — | — | Erstveröffentlichung: 14. Februar 2025 Elevation Worship feat. Chris Brown & Brandon Lake                                                       |
| Folgende Lieder erschienen nicht als Single, wurden aber durch das Album zum Download und Streaming bereitgestellt und konnten somit eine Platzierung erlangen: |                                                    | | | | | | |
| |                                                    | | | | | | |
| 2015 | Here It Is My House                                | DE94 (2 Wo.)DE | — | CH50 (1 Wo.)CH | — | — | Charteinstieg: 24. April 2015 Flo Rida feat. Chris Brown                                                                                        |
| 2016 | Waves The Life of Pablo                            | — | — | — | UK77 Gold · (2 Wo.)UK | US71 ×3Dreifachplatin · (2 Wo.)US | Charteinstieg: 8. April 2016 Verkäufe: + 3.475.000; Kanye West feat. Chris Brown                                                                |
| 2019 | The Take Chixtape 5                                | — | — | — | UK35 Gold · (9 Wo.)UK | US66 Platin · (1 Wo.)US | Charteinstieg: 22. November 2019 Verkäufe: + 1.520.000; Tory Lanez feat. Chris Brown                                                            |
| 2020 | Not You Too Dark Lane Demo Tapes                   | — | — | — | UK— SilberUK | US29 (1 Wo.)US | Charteinstieg: 16. Mai 2020 Verkäufe: + 235.000; Drake feat. Chris Brown                                                                        |
| 2021 | Woo Baby Faith                                     | DE— fDE | — | CH41 (3 Wo.)CH | UK54 Silber · (6 Wo.)UK | US64 (3 Wo.)US | Charteinstieg: 25. Juli 2021 Verkäufe: + 200.000; Pop Smoke feat. Chris Brown                                                                   |
| 2022 | Die Alone DS4Ever                                  | — | — | — | — | US92 (1 Wo.)US | Charteinstieg: 22. Januar 2022 Gunna feat. Chris Brown & Yung Bleu                                                                              |
| 2022 | Superhero (Heroes & Villains) Heroes & Villains    | DE75 (5 Wo.)DE | AT71 (2 Wo.)AT | CH23 (8 Wo.)CH | UK34 Gold · (10 Wo.)UK | US8 ×2Doppelplatin · (24 Wo.)US | Charteinstieg: 9. Dezember 2022 Verkäufe: + 3.150.000; Metro Boomin feat. Chris Brown & Future                                                  |

## Videoalben und Musikvideos

### Videoalben
| Jahr | Titel Musiklabel                               | Anmerkungen                                                       |
| ---- | ---------------------------------------------- | ----------------------------------------------------------------- |
| 2006 | Chris Brown’s Journey Zomba Records (Sony BMG) | Erstveröffentlichung: 30. Mai 2006 · Verkäufe: + 50.000; US: Gold |

### Musikvideos
| Jahr | Titel                         | Regie                                         |
| ---- | ----------------------------- | --------------------------------------------- |
| 2004 | Whose Girl Is That            |                                               |
| 2005 | Run It!                       | Erik White                                    |
| 2005 | Yo (Excuse Me Miss)           | Erik White                                    |
| 2006 | Gimme That (Remix)            | Erik White                                    |
| 2006 | Say Goodbye                   | Jessy Terrero                                 |
| 2006 | Shortie Like Mine             | Bryan Barber                                  |
| 2007 | Wall to Wall                  | Chris Brown, Erik White                       |
| 2007 | Kiss Kiss                     | Chris Brown, Erik White                       |
| 2007 | This Christmas                | Chris Brown                                   |
| 2007 | With You                      | Chris Brown, Erik White                       |
| 2008 | No Air                        | Chris Robinson                                |
| 2008 | Take You Down                 | Harvey White                                  |
| 2008 | Forever                       | Joseph Kahn                                   |
| 2008 | What Them Girls Like          | Chris Robinson                                |
| 2008 | Superhuman                    | Erik White                                    |
| 2008 | Freeze                        | Syndrome                                      |
| 2009 | Better on the Other Side      | Dontay Kidd                                   |
| 2009 | I Can Transform Ya            | Joseph Kahn                                   |
| 2009 | Crawl                         | Joseph Kahn                                   |
| 2010 | Holla at Me                   | Alex Nazari                                   |
| 2010 | G Shit                        | Alex Nazari                                   |
| 2010 | No Bullshit                   | Colin Tilley                                  |
| 2010 | Deuces                        | Colin Tilley                                  |
| 2010 | Yeah 3x                       | Colin Tilley                                  |
| 2010 | Get Back Up                   | Chris Robinson                                |
| 2010 | Ain’t Thinkin’ ’Bout You      |                                               |
| 2011 | Matrix                        | Colin Tilley                                  |
| 2011 | Real Hip Hop Shit             |                                               |
| 2011 | Yesterday                     | Colin Tilley                                  |
| 2011 | Look at Me Now                | Colin Tilley                                  |
| 2011 | Beautiful People              | Chris Brown, Esteban Serrano, Godfrey Tabarez |
| 2011 | One Night Stand               | Colin Tilley                                  |
| 2011 | My Last                       | Taj Stansberry                                |
| 2011 | Real Hip Hop Shit 4           |                                               |
| 2011 | She Ain’t You                 | Colin Tilley                                  |
| 2011 | Should’ve Kissed You          | Godfrey Tabarez                               |
| 2011 | Best Love Song                | Erik White                                    |
| 2011 | Real Hip Hop Shit 2           | Godfrey Tabarez                               |
| 2011 | Next 2 You                    | Colin Tilley                                  |
| 2011 | Snapbacks Back                | Alex Nazari                                   |
| 2011 | All About You                 |                                               |
| 2011 | Real Hip Hop Shit 3           |                                               |
| 2011 | Your Body                     |                                               |
| 2011 | Yoko                          | Godfrey Tabarez, Tha Razor                    |
| 2011 | Niggas in Paris               | Godfrey Tabarez                               |
| 2011 | International Love            | David Rousseau                                |
| 2011 | Strip                         | Colin Tilley                                  |
| 2011 | Another Round                 | Colin Tilley                                  |
| 2011 | Spend It All                  |                                               |
| 2012 | Why Stop Now                  | Busta Rhymes, Hype Williams                   |
| 2012 | Turn Up the Music             | Chris Brown                                   |
| 2012 | How I Feel                    |                                               |
| 2012 | Right by My Side              | Benny Boom                                    |
| 2012 | Take It to the Head           | Colin Tilley                                  |
| 2012 | Mercy (Freestyle)             | Colin Tilley                                  |
| 2012 | Sweet Love                    | Chris Brown, Godfrey Tabarez                  |
| 2012 | Till I Die                    | Chris Brown                                   |
| 2012 | Don’t Wake Me Up              | Colin Tilley                                  |
| 2012 | I Can Only Imagine            | Colin Tilley                                  |
| 2012 | Put It Down                   | Hype Williams                                 |
| 2012 | Algo me gusta de ti           | Jessy Terrero                                 |
| 2012 | Celebration                   | Matt Alonzo                                   |
| 2012 | Don’t Judge Me                | Chris Brown, Colin Tilley                     |
| 2013 | Home                          |                                               |
| 2013 | Fine China                    | Sylvain White                                 |
| 2013 | Ready                         | Taj Stansberry                                |
| 2013 | For the Road                  | Colin Tilley                                  |
| 2013 | Don’t Think They Know         | Chris Brown                                   |
| 2013 | Love More                     | Chris Brown                                   |
| 2013 | It Won’t Stop                 | Chris Brown                                   |
| 2013 | Show Me                       | Chris Brown                                   |
| 2014 | Memory                        | Chris Brown                                   |
| 2014 | Loyal                         | Chris Brown                                   |
| 2014 | Hold You Down                 | Gil Green                                     |
| 2014 | New Flame                     | Chris Brown                                   |
| 2014 | Don’t Be Gone Too Long        | Chris Brown                                   |
| 2014 | Only                          | Hannah Lux Davis                              |
| 2015 | Autumn Leaves                 | Colin Tilley                                  |
| 2015 | Ayo                           | Colin Tilley                                  |
| 2015 | Don’t Kill the Fun            | Chris Brown                                   |
| 2015 | Post to Be                    | Jay Ahn                                       |
| 2015 | Five More Hours               | Andrew Sandler                                |
| 2015 | Private Show                  | Emil Nava                                     |
| 2015 | Bitches N Marijuana           | Colin Tilley                                  |
| 2015 | Fun                           | Gil Green                                     |
| 2015 | Play No Games                 | Mike Carson                                   |
| 2015 | All Eyes on You               | Benny Boom                                    |
| 2015 | Body on Me                    | Colin Tilley                                  |
| 2015 | Put On                        | Dale Resteghini                               |
| 2015 | Zero                          | Chris Brown                                   |
| 2015 | Gold Slugs                    | Eif Rivera                                    |
| 2015 | Liquor                        | Chris Brown                                   |
| 2015 | Player                        | Emil Nava                                     |
| 2015 | Sorry                         | Taj Stansberry                                |
| 2015 | Fine by Me                    | Chris Brown                                   |
| 2015 | Back to Sleep                 | Chris Brown                                   |
| 2015 | Wrist                         | Chris Brown                                   |
| 2015 | Anyway                        | Chris Brown                                   |
| 2015 | Picture Me Rollin’            | Chris Brown                                   |
| 2015 | Little More (Royalty)         | Chris Brown                                   |
| 2015 | Ain’t Shit Change             | Andrew Sandler                                |
| 2016 | Paradise                      | Daniel Cz                                     |
| 2016 | I’m the Man (Remix)           | Eif Rivera                                    |
| 2016 | No Romeo No Juliet            | Eif Rivera                                    |
| 2016 | Grass Ain’t Greener           | Chris Brown                                   |
| 2016 | Do You Mind                   | Gil Green                                     |
| 2017 | Privacy                       | Chris Brown                                   |
| 2017 | Pie                           | Nick Walker                                   |
| 2017 | Tone It Down                  | Eif Rivera                                    |
| 2017 | Pills and Automobiles         | Chris Brown                                   |
| 2017 | High End                      | Chris Brown, Spiff TV                         |
| 2018 | Melanin Magic                 | Millicent Hailes                              |
| 2018 | Tempo                         | Chris Brown                                   |
| 2018 | Stranger Things               | Joyner Lucas, Ben Proulx                      |
| 2018 | Freaky Friday                 | Tony Yacenda                                  |
| 2018 | Save It for Me                | Shane C. Drake                                |
| 2018 | I Don’t Die                   | Joyner Lucas, Ben Proulx                      |
| 2018 | Hope You Do                   | Chris Brown, Daniel Cz                        |
| 2018 | To My Bed                     | Chris Brown, Daniel Cz                        |
| 2018 | Fairytale                     | Eif Rivera                                    |
| 2018 | Overdose                      | Agnez Mo                                      |
| 2018 | Undecided                     | Chris Brown, Arrad Rahgoshay                  |
| 2019 | Just Let Go                   | Joyner Lucas, Ben Proulx                      |
| 2019 | Chi Chi                       | Jon J. Visuals                                |
| 2019 | Back to Love                  | Chris Brown, Arrad Rahgoshay                  |
| 2019 | Light It Up                   | Arrad Rahgoshay                               |
| 2019 | Jealous                       | DJ Khaled, Eif Rivera                         |
| 2019 | Wobble Up                     | Chris Brown, Arrad Rahgoshay                  |
| 2019 | Haute                         | Arrad Rahgoshay, Tyga                         |
| 2019 | Easy (Remix)                  | Divad, Alex Safdie                            |
| 2019 | No Guidance                   | Chris Robinson                                |
| 2019 | Blow My Mind                  | Edgar Esteves                                 |
| 2019 | Heat                          | Chris Brown, Edgar Esteves                    |
| 2019 | Restroom Occupied             | Ben Griffin                                   |
| 2019 | Type a Way                    | Arrad Rahgoshay                               |
| 2020 | Go Crazy                      | Mat Fuller                                    |
| 2020 | Put in Work                   | Brandon Pace                                  |
| 2020 | Say You Love Me               | Mat Fuller                                    |
| 2020 | City Girls                    | Jake Miosge                                   |
| 2021 | Provide                       | Edgar Esteves                                 |
| 2021 | Feels                         | Christian Breslauer                           |
| 2021 | Already Best Friends          | Ace Pro                                       |
| 2021 | Go Crazy (Remix)              | Daps                                          |
| 2021 | Come Through                  | Child                                         |
| 2021 | Guilty                        | Young Chang                                   |
| 2021 | Angles                        | Daniel Cz                                     |
| 2021 | Baddest                       | Edgar Esteves                                 |
| 2021 | Shopping Spree                | Des Gray                                      |
| 2021 | Nostálgico                    | Edgar Esteves                                 |
| 2021 | Iffy                          | Joseph Kahn                                   |
| 2022 | WE (Warm Embrace)             | Arrad Rahgoshay                               |
| 2022 | C.A.B. (Catch a Body)         | Damien Sandoval                               |
| 2022 | Call Me Every Day             | Child, Omar Jones                             |
| 2022 | Under the Influence           | Child                                         |
| 2022 | Superhero (Heroes & Villains) | Hidji                                         |
| 2022 | Nasty                         | Christian Breslauer                           |
| 2023 | Psychic                       | Cameron Dean                                  |
| 2023 | How Does It Feel              | Arrad Rahgoshay                               |
| 2023 | Talm’ Bout                    | Travis Calvert                                |
| 2023 | How We Roll                   | Christian Breslauer                           |
| 2023 | Summer Too Hot                | Christian Breslauer                           |
| 2023 | City of Dreams                | Shapxo                                        |
| 2023 | IDGAF                         | Mikey Rare                                    |
| 2023 | Sensational                   | Child                                         |
| 2023 | Nightmares                    | Travis Colbert                                |
| 2024 | Angel Numbers/Ten Toes        | Jamar Harding                                 |
| 2024 | Wake Up                       |                                               |
| 2024 | Go Girlfriend                 | Jamar Harding                                 |
| 2024 | Press Me                      | Jamar Harding                                 |
| 2024 | Feel Something                | Jamar Harding                                 |
| 2024 | Hmmm                          | Travis Colbert, Matthew Zolly                 |
| 2024 | Wait on It                    | Ben Marc                                      |
| 2025 | Residuals                     | Travis Colbert                                |
| 2025 | Holy Blindfold                | Travis Colbert                                |

## Autorenbeteiligungen
Chris Brown als Autor in den Charts

| Jahr | Titel Interpretation                   | Höchstplatzierung, Gesamtwochen, AuszeichnungChartplatzierungen (Jahr, Titel, Interpretation, Platzierungen, Wochen, Auszeichnungen, Anmerkungen) | Höchstplatzierung, Gesamtwochen, AuszeichnungChartplatzierungen (Jahr, Titel, Interpretation, Platzierungen, Wochen, Auszeichnungen, Anmerkungen) | Höchstplatzierung, Gesamtwochen, AuszeichnungChartplatzierungen (Jahr, Titel, Interpretation, Platzierungen, Wochen, Auszeichnungen, Anmerkungen) | Höchstplatzierung, Gesamtwochen, AuszeichnungChartplatzierungen (Jahr, Titel, Interpretation, Platzierungen, Wochen, Auszeichnungen, Anmerkungen) | Höchstplatzierung, Gesamtwochen, AuszeichnungChartplatzierungen (Jahr, Titel, Interpretation, Platzierungen, Wochen, Auszeichnungen, Anmerkungen) | Anmerkungen                                                    |
| Jahr | Titel Interpretation                   | DE | AT | CH | UK | US | Anmerkungen                                                    |
| ---- | -------------------------------------- | --- | --- | --- | --- | --- | -------------------------------------------------------------- |
| 2008 | Disturbia Rihanna                      | DE5 ×3Dreifachgold · (23 Wo.)DE | AT4 (27 Wo.)AT | CH4 (41 Wo.)CH | UK3 ×2Doppelplatin · (36 Wo.)UK | US1 ×7Siebenfachplatin · (37 Wo.)US | Erstveröffentlichung: 17. Juni 2008 Verkäufe: + 9.238.514      |
| 2014 | Booty Jennifer Lopez feat. Iggy Azalea | DE78 (1 Wo.)DE | — | — | — | US18 Platin · (9 Wo.)US | Erstveröffentlichung: 23. September 2014 Verkäufe: + 1.030.000 |

## Promoveröffentlichungen
Promo-Singles

| Jahr | Titel Album                                          | Höchstplatzierung, Gesamtwochen, AuszeichnungChartplatzierungen (Jahr, Titel, Album, Platzierungen, Wochen, Auszeichnungen, Anmerkungen) | Höchstplatzierung, Gesamtwochen, AuszeichnungChartplatzierungen (Jahr, Titel, Album, Platzierungen, Wochen, Auszeichnungen, Anmerkungen) | Höchstplatzierung, Gesamtwochen, AuszeichnungChartplatzierungen (Jahr, Titel, Album, Platzierungen, Wochen, Auszeichnungen, Anmerkungen) | Höchstplatzierung, Gesamtwochen, AuszeichnungChartplatzierungen (Jahr, Titel, Album, Platzierungen, Wochen, Auszeichnungen, Anmerkungen) | Höchstplatzierung, Gesamtwochen, AuszeichnungChartplatzierungen (Jahr, Titel, Album, Platzierungen, Wochen, Auszeichnungen, Anmerkungen) | Anmerkungen |
| Jahr | Titel Album                                          | DE | AT | CH | UK | US | Anmerkungen |
| ---- | ---------------------------------------------------- | --- | --- | --- | --- | --- | --- |
| 2006 | I May Never Find –                                   | — | — | — | — | — | Erstveröffentlichung: 27. Januar 2006 |
| 2007 | We Are Family 2007                                   | — | — | — | — | — | Erstveröffentlichung: 2007 als Teil von Artists & Friends for Hurricane Relief |
| 2007 | This Christmas (O.S.T.)                              | — | — | — | — | US62 Platin · (5 Wo.)US | Erstveröffentlichung: 28. November 2007 Verkäufe: + 1.000.000 |
| 2008 | Make the World Go Round Unbetitelt                   | — | — | — | — | — | Erstveröffentlichung: 2008 Nas feat. Chris Brown & Game |
| 2008 | Down Exclusive                                       | — | — | — | — | — | Erstveröffentlichung: 4. März 2008 feat. Kanye West |
| 2009 | What I Do Graffiti                                   | — | — | — | — | US88 (1 Wo.)US | Erstveröffentlichung: 2009 feat. Plies |
| 2009 | Better on the Other Side –                           | — | — | — | — | — | Erstveröffentlichung: 26. Juni 2009 The Game & DJ Khalil feat. Boyz II Men, Chris Brown, Diddy, Polow Da Don, Usher & Mario Winans; kostenloser Download; Michael-Jackson-Tribute |
| 2011 | All About You F.A.M.E. (Team Breezy Deluxe Edition)  | — | — | — | — | — | Erstveröffentlichung: 22. März 2011 |
| 2011 | No BS F.A.M.E.                                       | — | — | — | — | US— PlatinUS | Erstveröffentlichung: 6. April 2011 Verkäufe: + 1.000.000; feat. Kevin McCall |
| 2011 | Why Stop Now –                                       | — | — | — | — | — | Erstveröffentlichung: 14. November 2011 Busta Rhymes feat. Chris Brown; Google-Play-Exclusive                                                                                     |
| 2012 | Algo me gusta de ti Lideres                          | — | — | — | — | — | Erstveröffentlichung: 17. August 2012 Verkäufe: + 60.000; Wisin y Yandel feat. Chris Brown & T-Pain                                                                               |
| 2012 | Nobody’s Perfect –                                   | — | — | — | — | — | Erstveröffentlichung: 8. November 2012 |
| 2013 | Nobody’s Business Unapologetic                       | — | — | — | UK63 Silber · (1 Wo.)UK | — | Erstveröffentlichung: 7. Januar 2013 Verkäufe: + 200.000; Rihanna feat. Chris Brown                                                                                               |
| 2013 | Sweet Serenade My Name Is My Name                    | — | — | — | — | — | Erstveröffentlichung: 4. September 2013 Pusha T feat. Chris Brown |
| 2014 | Control El regreso del sobreviviente                 | — | — | — | — | — | Erstveröffentlichung: Juli 2014 Wisin feat. Chris Brown & Pitbull |
| 2014 | X                                                    | — | — | — | UK97 (1 Wo.)UK | US98 (1 Wo.)US | Erstveröffentlichung: 25. August 2014 |
| 2015 | Moses –                                              | — | — | — | — | — | Erstveröffentlichung: 2015 French Montana feat. Chris Brown & Migos |
| 2015 | Simple Things (Remix) –                              | — | — | — | — | — | Erstveröffentlichung: 2015 Miguel feat. Chris Brown |
| 2015 | Remember Me Fan of a Fan: The Album                  | — | — | — | — | — | Erstveröffentlichung: 17. Februar 2015 mit Tyga |
| 2015 | Wrist Royalty                                        | — | — | — | — | US— GoldUS | Erstveröffentlichung: 4. Dezember 2015 Verkäufe: + 500.000 |
| 2015 | Anyway Royalty                                       | — | — | — | — | — | Erstveröffentlichung: 11. Dezember 2015 feat. Tayla Parx |
| 2016 | Whippin Before the Trap: Nights in Tarzana           | — | — | — | — | — | Erstveröffentlichung: 29. April 2016 feat. Quavo |
| 2016 | Shabba –                                             | — | — | — | — | — | Erstveröffentlichung: 30. Juni 2016 mit French Montana, Trey Songz & Wizkid |
| 2017 | Confidence Heartbreak on a Full Moon                 | — | — | — | — | — | Erstveröffentlichung: 20. Oktober 2017 |
| 2017 | Only 4 Me Heartbreak on a Full Moon                  | — | — | — | — | — | Erstveröffentlichung: 20. Oktober 2017 |
| 2017 | Tempo Heartbreak on a Full Moon                      | — | — | — | — | US88 ×2Doppelplatin · (4 Wo.)US | Erstveröffentlichung: 20. Oktober 2017 Verkäufe: + 2.050.000 |
| 2017 | Everybody Knows Heartbreak on a Full Moon            | — | — | — | — | — | Erstveröffentlichung: 27. Oktober 2017 |
| 2017 | Hope You Do Heartbreak on a Full Moon                | — | — | — | — | US— PlatinUS | Erstveröffentlichung: 27. Oktober 2017 Verkäufe: + 1.000.000 |
| 2017 | Pull Up Heartbreak on a Full Moon                    | — | — | — | — | — | Erstveröffentlichung: 27. Oktober 2017 |
| 2019 | Just Let Go –                                        | — | — | — | — | — | Erstveröffentlichung: 30. Januar 2019 mit Joyner Lucas |
| 2019 | Don’t Check on Me Indigo                             | DE93 (1 Wo.)DE | AT58 (1 Wo.)AT | CH48 (1 Wo.)CH | UK29 (6 Wo.)UK | US67 Gold · (1 Wo.)US | Erstveröffentlichung: 25. Juni 2019 Verkäufe: + 650.000; feat. Justin Bieber & Ink                                                                                                |
| 2022 | C.A.B. (Catch a Body) Breezy                         | — | — | — | — | — | Erstveröffentlichung: 23. Juni 2022 |
| 2022 | Closure Breezy                                       | — | — | — | — | — | Erstveröffentlichung: 23. Juni 2022 |
| 2022 | Psychic Breezy                                       | — | — | — | UK64 (2 Wo.)UK | US78 (1 Wo.)US | Erstveröffentlichung: 23. Juni 2022 feat. Jack Harlow |
| 2022 | Possessive Breezy                                    | — | — | — | — | US98 (2 Wo.)US | Erstveröffentlichung: 23. Juni 2022 feat. Lil Wayne & Yung Bleu |
| 2022 | Show It Breezy                                       | — | — | — | — | — | Erstveröffentlichung: 23. Juni 2022 |
| 2022 | It’s Giving Christmas Breezy – It’s Giving Christmas | — | — | — | — | — | Erstveröffentlichung: 16. November 2022 |
| 2025 | Momma ADHD 2                                         | — | — | — | — | — | Erstveröffentlichung: 17. Juli 2025 Joyner Lucas feat. Chris Brown |

## Sonderveröffentlichungen

### Alben
| Jahr | Titel Musiklabel                            | Anmerkungen                                                                   |
| ---- | ------------------------------------------- | ----------------------------------------------------------------------------- |
| 2011 | Chris Brown + Exclusive Jive Records (Sony) | Erstveröffentlichung: 19. September 2011 Teil der „Two-Original-Albums“-Reihe |

### Lieder
| Jahr | Titel Album                                           | Anmerkungen |
| ---- | ----------------------------------------------------- | --- |
| 2006 | Yo! The Crown: Gangsta Grillz Legends Series Vol. 3   | Erstveröffentlichung: 25. Februar 2006 Busta Rhymes feat. Chris Brown & Labba                                                          |
| 2006 | Gimme Dat The W. Carter Collection 2                  | Erstveröffentlichung: 3. Mai 2006 Lil Wayne feat. Chris Brown                                                                          |
| 2006 | Shortie Like Mine The Price of Fame                   | Erstveröffentlichung: 19. Dezember 2006 Bow Wow feat. Johntá Austin & Chris Brown                                                      |
| 2007 | No Air Jordin Sparks                                  | Erstveröffentlichung: 20. November 2007 Jordin Sparks feat. Chris Brown                                                                |
| 2008 | Shawty Get Loose VYP (Voice of the Young People)      | Erstveröffentlichung: 15. April 2008 Lil’ Mama feat. Chris Brown                                                                       |
| 2008 | Get Like Me The Greatest Story Ever Told              | Erstveröffentlichung: 11. Juli 2008 David Banner feat. Chris Brown, Jim Jones & Yung Joc                                               |
| 2008 | Make the World Go Round Unbetitelt                    | Erstveröffentlichung: 11. Juli 2008 Nas feat. Chris Brown & Game                                                                       |
| 2008 | Freeze Thr33 Ringz                                    | Erstveröffentlichung: 7. November 2008 T-Pain feat. Chris Brown                                                                        |
| 2008 | What Them Girls Like Theater of the Mind              | Erstveröffentlichung: 21. November 2008 Ludacris feat. Chris Brown & Sean Garrett                                                      |
| 2009 | Work That Serious Japanese                            | Erstveröffentlichung: 28. Januar 2009 Teriyaki Boyz feat. Chris Brown & Pharrell                                                       |
| 2009 | Turntables Fantasy Ride                               | Erstveröffentlichung: 1. Mai 2009 Ciara feat. Chris Brown                                                                              |
| 2010 | Make a Movie The Perfect Storm                        | Erstveröffentlichung: 9. November 2010 Twista feat. Chris Brown                                                                        |
| 2010 | Long Gone 5.0                                         | Erstveröffentlichung: 12. November 2010 Nelly feat. Chris Brown & Plies                                                                |
| 2010 | Get Back Up No Mercy                                  | Erstveröffentlichung: 7. Dezember 2010 T.I. feat. Chris Brown                                                                          |
| 2010 | I Know Last Train to Paris                            | Erstveröffentlichung: 10. Dezember 2010 Diddy-Dirty Money feat. Chris Brown, Wiz Khalifa & Seven of Rich Girl                          |
| 2010 | Yesterday Last Train to Paris                         | Erstveröffentlichung: 10. Dezember 2010 Diddy-Dirty Money feat. Chris Brown                                                            |
| 2010 | Foreplay Now or Never                                 | Erstveröffentlichung: 14. Dezember 2010 Tank feat. Chris Brown                                                                         |
| 2010 | One Night Stand No Boys Allowed                       | Erstveröffentlichung: 17. Dezember 2010 Keri Hilson feat. Chris Brown                                                                  |
| 2010 | Like You Welkome to My World                          | Erstveröffentlichung: 28. Dezember 2010 Parlay Starr feat. Chris Brown & Tyga                                                          |
| 2011 | Up Never Say Never – The Remixes                      | Erstveröffentlichung: 14. Februar 2011 Justin Bieber feat. Chris Brown                                                                 |
| 2011 | Better with the Lights Off Too Cool to Care           | Erstveröffentlichung: 17. Mai 2011 New Boyz feat. Chris Brown                                                                          |
| 2011 | International Love Planet Pit                         | Erstveröffentlichung: 17. Juni 2011 Pitbull feat. Chris Brown                                                                          |
| 2011 | My Last Finally Famous                                | Erstveröffentlichung: 28. Juni 2011 Big Sean feat. Chris Brown                                                                         |
| 2011 | Luv Me Girl King of Hearts                            | Erstveröffentlichung: 5. Juli 2011 Lloyd feat. Chris Brown & Vega                                                                      |
| 2011 | Legendary We the Best Forever                         | Erstveröffentlichung: 19. Juli 2011 DJ Khaled feat. Chris Brown, Keyshia Cole & Ne-Yo                                                  |
| 2011 | Westside Follow Me Home                               | Erstveröffentlichung: 26. Juli 2011 Jay Rock feat. Chris Brown                                                                         |
| 2011 | Body 2 Body Blood, Sweat & Tears                      | Erstveröffentlichung: 9. August 2011 Ace Hood feat. Chris Brown                                                                        |
| 2011 | Pot of Gold The R.E.D. Album                          | Erstveröffentlichung: 19. August 2011 The Game feat. Chris Brown                                                                       |
| 2011 | I Can Only Imagine Nothing but the Beat               | Erstveröffentlichung: 26. August 2011 David Guetta feat. Chris Brown                                                                   |
| 2011 | Undercover Third Power                                | Erstveröffentlichung: 11. Oktober 2011 DJ Drama feat. Chris Brown & J. Cole                                                            |
| 2011 | Best Love Song Revolver                               | Erstveröffentlichung: 2. Dezember 2011 T-Pain feat. Chris Brown                                                                        |
| 2011 | Look at Her Go Thr33 Ringz                            | Erstveröffentlichung: 2. Dezember 2011 T-Pain feat. Chris Brown                                                                        |
| 2012 | For the Fame Careless World – Rise of the Last King   | Erstveröffentlichung: 17. Februar 2012 Tyga feat. Chris Brown & Wynter Gordon                                                          |
| 2012 | International (Serious) All of Me                     | Erstveröffentlichung: 24. Februar 2012 Estelle feat. Chris Brown & Trey Songz                                                          |
| 2012 | Right by My Side Pink Friday: Roman Reloaded          | Erstveröffentlichung: 2. April 2012 Nicki Minaj feat. Chris Brown                                                                      |
| 2012 | Lonely This Is How I Feel                             | Erstveröffentlichung: 8. Mai 2012 Tank feat. Chris Brown                                                                               |
| 2012 | Arena Strange Clouds                                  | Erstveröffentlichung: 18. Mai 2012 B.o.B feat. Chris Brown & T.I.                                                                      |
| 2012 | Amazing Sex, Drugs & Video Games                      | Erstveröffentlichung: 22. Mai 2012 David Banner feat. Chris Brown                                                                      |
| 2012 | Algo me gusta de ti Lideres                           | Erstveröffentlichung: 3. Juli 2012 Wisin y Yandel feat. Chris Brown & T-Pain                                                           |
| 2012 | Countdown Based on a T.R.U. Story                     | Erstveröffentlichung: 14. August 2012 2 Chainz feat. Chris Brown                                                                       |
| 2012 | Take It to the Head Kiss the Ring                     | Erstveröffentlichung: 17. August 2012 DJ Khaled feat. Chris Brown, Nicki Minaj, Rick Ross & Lil Wayne                                  |
| 2012 | Put It Down Two Eleven                                | Erstveröffentlichung: 12. Oktober 2012 Brandy feat. Chris Brown                                                                        |
| 2012 | Hope We Meet Again Global Warming                     | Erstveröffentlichung: 16. November 2012 Pitbull feat. Chris Brown                                                                      |
| 2012 | Nobody’s Business Unapologetic                        | Erstveröffentlichung: 19. November 2012 Rihanna feat. Chris Brown                                                                      |
| 2012 | Celebration Jesus Piece                               | Erstveröffentlichung: 11. Dezember 2012 Game feat. Chris Brown, Wiz Khalifa, Tyga & Lil Wayne                                          |
| 2013 | For the Road Hotel California                         | Erstveröffentlichung: 5. April 2013 Tyga feat. Chris Brown                                                                             |
| 2013 | Let’s Go willpower                                    | Erstveröffentlichung: 19. April 2013 will.i.am feat. Chris Brown                                                                       |
| 2013 | Remedy Reincarnated                                   | Erstveröffentlichung: 19. April 2013 Snoop Lion feat. Chris Brown & Busta Rhymes                                                       |
| 2013 | Rider Trials & Tribulations                           | Erstveröffentlichung: 16. Juli 2013 Ace Hood feat. Chris Brown                                                                         |
| 2013 | Bigger Than Life Rich Gang                            | Erstveröffentlichung: 23. Juli 2013 Rich Gang feat. Birdman, Chris Brown, Tyga & Lil Wayne                                             |
| 2013 | Talkin’ Bout Stay Trippy                              | Erstveröffentlichung: 27. August 2013 Juicy J feat. Chris Brown & Wiz Khalifa                                                          |
| 2013 | Beat It Back 2 Life                                   | Erstveröffentlichung: 10. September 2013 Sean Kingston feat. Chris Brown & Wiz Khalifa                                                 |
| 2013 | I’m Still Suffering from Success                      | Erstveröffentlichung: 24. September 2013 DJ Khaled feat. Ace Hood, Chris Brown, Wiz Khalifa & Wale                                     |
| 2013 | Sweet Serenade My Name Is My Name                     | Erstveröffentlichung: 4. Oktober 2013 Pusha T feat. Chris Brown                                                                        |
| 2013 | It Won’t Stop Call Me Crazy, but…                     | Erstveröffentlichung: 3. Dezember 2013 Sevyn Streeter feat. Chris Brown                                                                |
| 2013 | Episode The Block Brochure: Welcome to the Soil 4     | Erstveröffentlichung: 10. Dezember 2013 E-40 feat. Chris Brown & T.I.                                                                  |
| 2013 | Throwback Underground Luxury                          | Erstveröffentlichung: 17. Dezember 2013 B.o.B feat. Chris Brown                                                                        |
| 2014 | Main Chick My Own Lane                                | Erstveröffentlichung: 3. Januar 2014 Kid Ink feat. Chris Brown                                                                         |
| 2014 | Show Me My Own Lane                                   | Erstveröffentlichung: 3. Januar 2014 Kid Ink feat. Chris Brown                                                                         |
| 2014 | Control El regreso del sobreviviente                  | Erstveröffentlichung: 18. März 2014 Wisin feat. Chris Brown & Pitbull                                                                  |
| 2014 | Won’t Turn It Down 19                                 | Erstveröffentlichung: 25. März 2014 Jacquees feat. Chris Brown                                                                         |
| 2014 | As Your Friend Forget the World                       | Erstveröffentlichung: 16. Mai 2014 Afrojack feat. Chris Brown                                                                          |
| 2014 | I Luv This Shit (Remix) Testimony                     | Erstveröffentlichung: 15. August 2014 August Alsina feat. Chris Brown & Trey Songz                                                     |
| 2014 | Fuck Yo Feelings Blood Moon – Year of the Wolf        | Erstveröffentlichung: 14. Oktober 2014 The Game feat. Chris Brown & Lil Wayne                                                          |
| 2014 | Private Show Paperwork                                | Erstveröffentlichung: 17. Oktober 2014 T.I. feat. Chris Brown                                                                          |
| 2014 | Do Not Disturb VII                                    | Erstveröffentlichung: 21. Oktober 2014 Teyana Taylor feat. Chris Brown                                                                 |
| 2014 | Fun Globalization                                     | Erstveröffentlichung: 21. November 2014 Pitbull feat. Chris Brown                                                                      |
| 2014 | Post to Be Sex Playlist                               | Erstveröffentlichung: 2. Dezember 2014 Omarion feat. Jhene Aiko & Chris Brown                                                          |
| 2014 | Only The Pinkprint                                    | Erstveröffentlichung: 12. Dezember 2014 Nicki Minaj feat. Chris Brown, Drake & Lil Wayne                                               |
| 2014 | She Wildin’ The Young OG Project                      | Erstveröffentlichung: 25. Dezember 2014 Fabolous feat. Chris Brown                                                                     |
| 2015 | Hotel Full Speed                                      | Erstveröffentlichung: 30. Januar 2015 Kid Ink feat. Chris Brown                                                                        |
| 2015 | Play No Games Dark Sky Paradise                       | Erstveröffentlichung: 23. Februar 2015 Big Sean feat. Chris Brown & Ty Dolla Sign                                                      |
| 2015 | Here It Is My House                                   | Erstveröffentlichung: 7. April 2015 Flo Rida feat. Chris Brown                                                                         |
| 2015 | You Changed Me Hollywood: A Story of a Dozen Roses    | Erstveröffentlichung: 15. Mai 2015 Jamie Foxx feat. Chris Brown                                                                        |
| 2015 | She Don’t Love Me Touchdown 2 Cause Hell              | Erstveröffentlichung: 26. Mai 2015 Boosie Badazz feat. Chris Brown                                                                     |
| 2015 | All Eyes on You Dreams Worth More Than Money          | Erstveröffentlichung: 29. Juni 2015 Meek Mill feat. Chris Brown & Nicki Minaj                                                          |
| 2015 | Don’t Kill the Fun Shoulda Been There, Pt. 1          | Erstveröffentlichung: 17. Juli 2015 Sevyn Streeter feat. Chris Brown                                                                   |
| 2015 | Loyal Monsters in My Room                             | Erstveröffentlichung: 24. Juli 2015 Solomon Childs feat. Chris Brown                                                                   |
| 2015 | Just for Tonight Yung Rich Nation                     | Erstveröffentlichung: 31. Juli 2015 Migos feat. Chris Brown                                                                            |
| 2015 | Hold You Down I Changed Alot                          | Erstveröffentlichung: 23. Oktober 2015 DJ Khaled feat. August Alsina, Chris Brown, Future, Jeremih                                     |
| 2015 | How Many Times I Changed Alot                         | Erstveröffentlichung: 23. Oktober 2015 DJ Khaled feat. Big Sean, Chris Brown & Lil Wayne                                               |
| 2015 | Gangsta Way Coke Zoo                                  | Erstveröffentlichung: 23. Oktober 2015 French Montana feat. Chris Brown                                                                |
| 2015 | Gold Slugs Coke Zoo                                   | Erstveröffentlichung: 23. Oktober 2015 DJ Khaled feat. August Alsina, Chris Brown & Fetty Wap                                          |
| 2015 | Drifting When It’s Dark Out                           | Erstveröffentlichung: 4. Dezember 2015 G-Eazy feat. Chris Brown & Tory Lanez                                                           |
| 2015 | Sorry Black Market                                    | Erstveröffentlichung: 4. Dezember 2015 Rick Ross feat. Chris Brown                                                                     |
| 2015 | Been Around the World This Thing Called Life          | Erstveröffentlichung: 11. Dezember 2015 August Alsina feat. Chris Brown                                                                |
| 2016 | #BDAY Sex Love & Pain II                              | Erstveröffentlichung: 22. Januar 2016 Tank feat. Chris Brown, Sage the Gemini & Siya                                                   |
| 2016 | All I Need J.U.S.T.I.C.E. for All                     | Erstveröffentlichung: 25. Januar 2016 J.U.S.T.I.C.E. League feat. Chris Brown & Wale                                                   |
| 2016 | Leave the Club J.U.S.T.I.C.E. for All                 | Erstveröffentlichung: 25. Januar 2016 J.U.S.T.I.C.E. League feat. Chris Brown & Joelle James                                           |
| 2016 | International Love Road Kill                          | Erstveröffentlichung: 19. Februar 2016 Solomon Childs feat. Chris Brown & Pitbull                                                      |
| 2016 | Waves The Life of Pablo                               | Erstveröffentlichung: 1. April 2016 Kanye West feat. Chris Brown                                                                       |
| 2016 | I Love You Always Strive and Prosper                  | Erstveröffentlichung: 22. April 2016 A$AP Ferg feat. Chris Brown & Ty Dolla Sign                                                       |
| 2016 | Paradise Danceaholic                                  | Erstveröffentlichung: 15. Juli 2016 Benny Benassi feat. Chris Brown                                                                    |
| 2016 | Wishing Quality Street Music 2                        | Erstveröffentlichung: 22. Juli 2016 DJ Drama feat. Chris Brown & Skeme & Lyquin                                                        |
| 2016 | Do You Mind Major Key                                 | Erstveröffentlichung: 29. Juli 2016 DJ Khaled feat. August Alsina, Chris Brown, Future, Jeremih, Nicki Minaj & Rick Ross               |
| 2016 | Pretty Diamonds Trap or Die 3                         | Erstveröffentlichung: 28. Oktober 2016 Jeezy feat. Chris Brown                                                                         |
| 2016 | Famous Smoke Cloud TMG & OHB                          | Erstveröffentlichung: 30. November 2016 Ray J feat. Chris Brown                                                                        |
| 2017 | Just as I Am Five                                     | Erstveröffentlichung: 24. Februar 2017 Prince Royce feat. Chris Brown & Spiff TV                                                       |
| 2017 | Five More Hours Good Evening                          | Erstveröffentlichung: 31. März 2017 Deorro feat. Chris Brown                                                                           |
| 2017 | African Bad Gyal Sounds From the Other Side           | Erstveröffentlichung: 14. Juli 2017 Wizkid feat. Chris Brown                                                                           |
| 2017 | Post & Delete M’ap Boule                              | Erstveröffentlichung: 21. Juli 2017 Zoey Dollaz feat. Chris Brown                                                                      |
| 2017 | Whatever You Need Wins & Losses                       | Erstveröffentlichung: 21. Juli 2017 Meek Mill feat. Chris Brown & Ty Dolla Sign                                                        |
| 2017 | Pie Hndrxx                                            | Erstveröffentlichung: 27. Juli 2017 Future feat. Chris Brown                                                                           |
| 2017 | Perfect Paranoia: A True Story                        | Erstveröffentlichung: 18. August 2017 Dave East feat. Chris Brown                                                                      |
| 2017 | Hello Ego Trip                                        | Erstveröffentlichung: 22. September 2017 Jhené Aiko feat. Chris Brown                                                                  |
| 2017 | Fucking & Kissing The Bigger Artist                   | Erstveröffentlichung: 29. September 2017 · A Boogie wit da Hoodie feat. Chris Brown · Verkäufe: + 500.000; US: Gold                    |
| 2017 | All Me Adia                                           | Erstveröffentlichung: 13. Oktober 2017 Lyrica Anderson feat. Chris Brown                                                               |
| 2017 | Tone It Down Mr. Davis                                | Erstveröffentlichung: 13. Oktober 2017 Gucci Mane feat. Chris Brown                                                                    |
| 2017 | 3’s Company Make America Crip Again                   | Erstveröffentlichung: 26. Oktober 2017 Snoop Dogg feat. Chris Brown & O.T. Genasis                                                     |
| 2017 | I Still Am Save It for Me                             | Erstveröffentlichung: 27. Oktober 2017 Yo Gotti feat. Chris Brown                                                                      |
| 2017 | Classic You Oblivion                                  | Erstveröffentlichung: 17. November 2017 T-Pain feat. Chris Brown                                                                       |
| 2017 | Bentley Truck Karma                                   | Erstveröffentlichung: 24. November 2017 Dave East feat. Chris Brown & Kap G                                                            |
| 2017 | Either Way Kimberly: The People I Used to Know        | Erstveröffentlichung: 8. Dezember 2017 K. Michelle feat. Chris Brown                                                                   |
| 2018 | Bruk Off Yuh Back It Feel Good                        | Erstveröffentlichung: 2. März 2018 Konshens feat. Chris Brown                                                                          |
| 2018 | Drippin The World Is Yours                            | Erstveröffentlichung: 13. April 2018 Rich the Kid feat. Chris Brown                                                                    |
| 2018 | Player Joyride                                        | Erstveröffentlichung: 13. April 2018 Tinashe feat. Chris Brown                                                                         |
| 2018 | Heaven on Earth Shine                                 | Erstveröffentlichung: 28. April 2018 Wale feat. Chris Brown                                                                            |
| 2018 | Set the Record Straight Activated                     | Erstveröffentlichung: 11. Mai 2018 Tee Grizzley feat. Chris Brown                                                                      |
| 2018 | All My Life 4275                                      | Erstveröffentlichung: 15. Juni 2018 Jacquees feat. Chris Brown                                                                         |
| 2018 | Left, Right Commissary                                | Erstveröffentlichung: 29. Juni 2018 Casanova feat. Chris Brown & Fabolous                                                              |
| 2018 | Whatchamacallit Ella Mai                              | Erstveröffentlichung: 12. Oktober 2018 Ella Mai feat. Chris Brown                                                                      |
| 2018 | Duck My Ex LoVE me NOw                                | Erstveröffentlichung: 26. Oktober 2018 Tory Lanez feat. 2 Chainz & Chris Brown                                                         |
| 2018 | Flexible LoVE me NOw                                  | Erstveröffentlichung: 26. Oktober 2018 Tory Lanez feat. Chris Brown & Lil Baby                                                         |
| 2018 | Surrounded Mih-Ty                                     | Erstveröffentlichung: 26. Oktober 2018 MihTy feat. Chris Brown & Wiz Khalifa                                                           |
| 2019 | Toot That Whoa Whoa Turbulence                        | Erstveröffentlichung: 5. April 2019 A1 feat. Chris Brown & PC                                                                          |
| 2019 | Jealous Father of Asahd                               | Erstveröffentlichung: 17. Mai 2019 DJ Khaled feat. Big Sean, Chris Brown & Lil Wayne                                                   |
| 2019 | February Love Legendary                               | Erstveröffentlichung: 7. Juni 2019 Tyga feat. Chris Brown                                                                              |
| 2019 | Haute Legendary                                       | Erstveröffentlichung: 7. Juni 2019 Tyga feat. J Balvin & Chris Brown                                                                   |
| 2019 | Restroom Occupied Baccend Beezy                       | Erstveröffentlichung: 19. Juli 2019 Yella Beezy feat. Chris Brown                                                                      |
| 2019 | 1 Question Practice Makes Paper                       | Erstveröffentlichung: 26. Juli 2019 E-40 feat. Chris Brown, Jeremih & Rick Ross                                                        |
| 2019 | Turn Me On I Wanna Thank Me                           | Erstveröffentlichung: 16. August 2019 Snoop Dogg feat. Chris Brown                                                                     |
| 2019 | Monsta Living Legends                                 | Erstveröffentlichung: 23. August 2019 Kali Ranks feat. Chris Brown & Stephanie Adler                                                   |
| 2019 | Coming Home Behind These Scars                        | Erstveröffentlichung: 11. Oktober 2019 Casanova feat. Chris Brown                                                                      |
| 2019 | Dirty (Remix) Elevation                               | Erstveröffentlichung: 25. Oktober 2019 Tank feat. Chris Brown, Feather & Rahki                                                         |
| 2019 | G Walk Certified Hitmaker                             | Erstveröffentlichung: 8. November 2019 Lil Mosey feat. Chris Brown                                                                     |
| 2019 | Every Night La Plaza                                  | Erstveröffentlichung: 11. November 2019 Berner feat. Chris Brown & Wiz Khalifa                                                         |
| 2019 | Must Be Destination                                   | Erstveröffentlichung: 15. November 2019 Rockie Fresh feat. Chris Brown                                                                 |
| 2019 | The Take Chixtape 5                                   | Erstveröffentlichung: 15. November 2019 Tory Lanez feat. Chris Brown                                                                   |
| 2019 | Blow My Mind A Good Time                              | Erstveröffentlichung: 22. November 2019 Davido feat. Chris Brown                                                                       |
| 2019 | Gangstas Make the Girls Go Wild Born 2 Rap            | Erstveröffentlichung: 29. November 2019 The Game feat. Chris Brown                                                                     |
| 2019 | Shake It Church on Sunday                             | Erstveröffentlichung: 29. November 2019 Blac Youngsta feat. Chris Brown & Ty Dolla Sign                                                |
| 2019 | Out of Your Mind Montana                              | Erstveröffentlichung: 6. Dezember 2019 French Montana feat. Chris Brown & Swae Lee                                                     |
| 2020 | Tryna Smoke (Remix) Chilombo                          | Erstveröffentlichung: 6. März 2020 Jhené Aiko feat. Chris Brown & Snoop Dogg                                                           |
| 2020 | Finally ADHD                                          | Erstveröffentlichung: 27. März 2020 Joyner Lucas feat. Chris Brown                                                                     |
| 2020 | Not You Too Dark Lane Demo Tapes                      | Erstveröffentlichung: 1. Mai 2020 Drake feat. Chris Brown                                                                              |
| 2020 | Rodeo My Life 4Hunnid                                 | Erstveröffentlichung: 2. Oktober 2020 YG feat. Chris Brown & Tyga                                                                      |
| 2020 | Mood Pegasus                                          | Erstveröffentlichung: 30. Oktober 2020 Trippie Redd feat. Chris Brown                                                                  |
| 2020 | Nasty Trapped on Cleveland 3                          | Erstveröffentlichung: 30. Oktober 2020 Lil Keed feat. Chris Brown                                                                      |
| 2020 | Shopping Spree A Better Time                          | Erstveröffentlichung: 13. November 2020 Davido feat. Chris Brown & Young Thug                                                          |
| 2020 | Already Best Friends Thats What They All Say          | Erstveröffentlichung: 11. Dezember 2020 · Jack Harlow feat. Chris Brown · Verkäufe: + 1.240.000; UK: Silber, US: Platin                |
| 2021 | Feels Playboy                                         | Erstveröffentlichung: 5. März 2021 Tory Lanez feat. Chris Brown                                                                        |
| 2021 | Rolls Royce Umbrella Crazy                            | Erstveröffentlichung: 12. März 2021 Clever feat. Chris Brown                                                                           |
| 2021 | Come Through Back of My Mind                          | Erstveröffentlichung: 18. Juni 2021 H.E.R. feat. Chris Brown                                                                           |
| 2021 | Woo Baby Faith                                        | Erstveröffentlichung: 16. Juli 2021 Pop Smoke feat. Chris Brown                                                                        |
| 2021 | Baddest Moon Boy                                      | Erstveröffentlichung: 23. Juli 2021 Yung Bleu feat. 2 Chainz & Chris Brown                                                             |
| 2021 | I Think of You Best of Late Nights                    | Erstveröffentlichung: 30. Juli 2021 Jeremih feat. Big Sean & Chris Brown                                                               |
| 2021 | Guilty Drunken Wordz Sober Thoughtz                   | Erstveröffentlichung: 17. September 2021 Sevyn Streeter feat. A$AP Ferg & Chris Brown                                                  |
| 2021 | Provide These Things Happen Too                       | Erstveröffentlichung: 24. September 2021 G-Eazy feat. Chris Brown & Mark Morrison                                                      |
| 2021 | Do I Ever Still FWM                                   | Erstveröffentlichung: 15. Oktober 2021 Tone Stith feat. Chris Brown                                                                    |
| 2021 | Angles Folarin II                                     | Erstveröffentlichung: 22. Oktober 2021 Wale feat. Chris Brown                                                                          |
| 2022 | Die Alone DS4Ever                                     | Erstveröffentlichung: 7. Januar 2022 Gunna feat. Chris Brown & Yung Bleu                                                               |
| 2022 | Track Star (Remix 2.0) Melodic Therapy 4 the Broken   | Erstveröffentlichung: 11. März 2022 Mooski feat. A Boogie wit da Hoodie, Yung Bleu & Chris Brown                                       |
| 2022 | Time n Affection Rave & Roses                         | Erstveröffentlichung: 24. März 2022 Rema feat. Chris Brown                                                                             |
| 2022 | Welcome Back 2000                                     | Erstveröffentlichung: 22. Juli 2022 Joey Badass feat. Chris Brown & Capella Grey                                                       |
| 2022 | Diana Playboy                                         | Erstveröffentlichung: 5. August 2022 Fireboy DML feat. Chris Brown & Shenseea                                                          |
| 2022 | Universal Love Drillmatic Heart vs. Mind              | Erstveröffentlichung: 12. August 2022 The Game feat. Chris Brown, Cassie & Chlöe                                                       |
| 2022 | It Really Turns Me On Metaverse: The NFT Drop, Vol. 2 | Erstveröffentlichung: 2. September 2022 Snoop Dogg feat. Chris Brown                                                                   |
| 2022 | Superhero (Heroes & Villains) Heroes & Villains       | Erstveröffentlichung: 2. Dezember 2022 Metro Boomin feat. Chris Brown & Future                                                         |
| 2022 | Special Raydemption                                   | Erstveröffentlichung: 30. Dezember 2022 Ray J feat. Chris Brown & Designer Doubt                                                       |
| 2023 | Do You Mind Mood Swings                               | Erstveröffentlichung: 13. Januar 2023 Vedo feat. Chris Brown                                                                           |
| 2023 | No Days Off Flowers                                   | Erstveröffentlichung: 10. Februar 2023 Shy Glizzy feat. Chris Brown                                                                    |
| 2023 | How Does It Feel In Pieces                            | Erstveröffentlichung: 31. März 2023 Chlöe feat. Chris Brown                                                                            |
| 2023 | Distant Lover Love Scars II                           | Erstveröffentlichung: 14. April 2023 Yung Bleu feat. Chris Brown                                                                       |
| 2023 | Trust In God Can You Imagine?                         | Erstveröffentlichung: 28. April 2023 Elevation Worship feat. Chris Brown                                                               |
| 2023 | Praise Can You Imagine?                               | Erstveröffentlichung: 19. Mai 2023 · Elevation Worship feat. Brandon Lake, Chris Brown & Chandler Moore; Verkäufe: + 515.000; US: Gold |
| 2023 | City of Dreams Heart Full of Rage 2                   | Erstveröffentlichung: 4. August 2023 Tyla Yaweh feat. Chris Brown                                                                      |
| 2023 | How We Roll CiCi                                      | Erstveröffentlichung: 18. August 2023 Ciara feat. Chris Brown                                                                          |
| 2023 | Don’t Give It Away Fridayy                            | Erstveröffentlichung: 25. August 2023 Fridayy feat. Chris Brown                                                                        |
| 2023 | IDGAF Tee’s Coney Island                              | Erstveröffentlichung: 3. November 2023 Tee Grizzley feat. Chris Brown & Mariah the Scientist                                           |
| 2025 | Mutt (CB Remix) Mutt (Deluxe: Heel)                   | Erstveröffentlichung: 30. Mai 2025 Leon Thomas feat. Chris Brown                                                                       |
| 2025 | Momma ADHD 2                                          | Erstveröffentlichung: 18. Juli 2025 Joyner Lucas feat. Chris Brown                                                                     |

| Jahr | Titel Album           | Anmerkungen                                                                    |
| ---- | --------------------- | ------------------------------------------------------------------------------ |
| 2006 | We Are Family 2007    | Erstveröffentlichung: 2007 als Teil von Artists & Friends for Hurricane Relief |
| 2008 | Dreamer AT&T Team USA | Erstveröffentlichung: 7. August 2008                                           |

| Jahr | Titel Soundtrack             | Anmerkungen                                                           |
| ---- | ---------------------------- | --------------------------------------------------------------------- |
| 2006 | Say Goodbye Step Up          | Erstveröffentlichung: 8. August 2006                                  |
| 2007 | This Christmas               | Erstveröffentlichung: 20. November 2007                               |
| 2009 | Drop It Low More Than a Game | Erstveröffentlichung: 29. September 2009 Ester Dean feat. Chris Brown |
| 2013 | Drop It Low The Bling Ring   | Erstveröffentlichung: 11. Juni 2013 Ester Dean feat. Chris Brown      |

### Videoalben
| Jahr | Titel Musiklabel                             | Anmerkungen                                                                    |
| ---- | -------------------------------------------- | ------------------------------------------------------------------------------ |
| 2008 | Chris Brown on Tour Zomba Records (Sony BMG) | Erstveröffentlichung: 29. August 2008 Teil von Exclusive – The Forever Edition |

## Statistik

### Chartauswertung
Die folgenden Statistiken bieten eine Übersicht der Charterfolge von Chris Brown in den Album- und Singlecharts. Es ist zu beachten, dass bei den Singlecharts nur Interpretationen und keine Autorenbeteiligungen berücksichtigt werden.
|                     | DE     | AT    | CH     | UK     | US     |
| ------------------- | ------ | ----- | ------ | ------ | ------ |
| Nummer-eins-Alben   | DE—DE  | AT—AT | CH—CH  | UK1UK  | US3US  |
| Top-10-Alben        | DE—DE  | AT—AT | CH6CH  | UK8UK  | US12US |
| Alben in den Charts | DE11DE | AT9AT | CH12CH | UK13UK | US13US |

|                       | DE     | AT     | CH     | UK     | US      |
| --------------------- | ------ | ------ | ------ | ------ | ------- |
| Nummer-eins-Singles   | DE—DE  | AT1AT  | CH—CH  | UK2UK  | US2US   |
| Top-10-Singles        | DE3DE  | AT4AT  | CH5CH  | UK19UK | US16US  |
| Singles in den Charts | DE35DE | AT23AT | CH37CH | UK84UK | US120US |

### Auszeichnungen für Musikverkäufe
Die Lieder 2012 (500.000), Autumn Leaves (500.000 Verkäufe), Beg for It (500.000), City Girls (500.000), Come Together (500.000), Drunk Texting (1.000.000), Hmmm (50.000), I Wanna Be (500.000), Indigo (1.000.000), Should’ve Kissed You (500.000), So Cold (144.334), To My Bed (1.000.000), Lion (500.000), Shooter (20.000), What’s My Name (60.000) und Who’s Gonna (Nobody) (500.000) erschienen nicht als Singles, noch konnten sie aufgrund von Downloads oder Musikstreaming die Charts erreichen. Dennoch erhielten sie Schallplattenauszeichnungen beziehungsweise sind Einzelverkäufe für ebendiese bekannt.
| Land/RegionAuszeichnungen für Musikverkäufe (Land/Region, Auszeichnungen, Verkäufe, Quellen) | Silber       | Gold         | Platin         | Diamant     | Verkäufe    | Quellen                               |
| -------------------------------------------------------------------------------------------- | ------------ | ------------ | -------------- | ----------- | ----------- | ------------------------------------- |
| Australien (ARIA)                                                                            | —            | 19× Gold19   | 97× Platin97   | —           | 7.455.000   | aria.com.au                           |
| Belgien (BRMA)                                                                               | —            | 5× Gold5     | —              | —           | 80.000      | ultratop.be                           |
| Brasilien (PMB)                                                                              | —            | 6× Gold6     | 20× Platin20   | —           | 1.230.000   | pro-musicabr.org.br                   |
| Dänemark (IFPI)                                                                              | —            | 22× Gold22   | 18× Platin18   | —           | 1.590.000   | ifpi.dk                               |
| Deutschland (BVMI)                                                                           | —            | 12× Gold12   | 4× Platin4     | —           | 3.400.000   | musikindustrie.de                     |
| Finnland (IFPI)                                                                              | —            | —            | —              | —           | 3.514       | Einzelnachweise                       |
| Frankreich (SNEP)                                                                            | —            | 5× Gold5     | —              | Diamant1    | 920.133     | snepmusique.com                       |
| Griechenland (IFPI)                                                                          | —            | —            | 4× Platin4     | —           | 80.000      | Einzelnachweise                       |
| Irland (IRMA)                                                                                | —            | Gold1        | 2× Platin2     | —           | 37.500      | irishcharts.ie                        |
| Italien (FIMI)                                                                               | —            | 5× Gold5     | 3× Platin3     | —           | 360.000     | fimi.it                               |
| Japan (RIAJ)                                                                                 | —            | 5× Gold5     | —              | —           | 500.000     | riaj.or.jp                            |
| Kanada (MC)                                                                                  | —            | 17× Gold17   | 26× Platin26   | —           | 3.135.000   | musiccanada.com                       |
| Mexiko (AMPROFON)                                                                            | —            | 5× Gold5     | 7× Platin7     | —           | 730.000     | amprofon.com.mx                       |
| Neuseeland (RMNZ)                                                                            | —            | 15× Gold15   | 111× Platin111 | —           | 3.060.000   | aotearoamusiccharts.co.nz NZ2 NZ3 NZ4 |
| Niederlande (NVPI)                                                                           | —            | —            | Platin1        | —           | 80.000      | nvpi.nl                               |
| Nigeria (TCSN)                                                                               | —            | Gold1        | —              | —           | 50.000      | turntablecharts.com                   |
| Norwegen (IFPI)                                                                              | —            | 3× Gold3     | 24× Platin24   | —           | 315.000     | ifpi.no                               |
| Österreich (IFPI)                                                                            | —            | 4× Gold4     | —              | —           | 60.000      | ifpi.at                               |
| Polen (ZPAV)                                                                                 | —            | 3× Gold3     | 4× Platin4     | —           | 215.000     | olis.pl                               |
| Portugal (AFP)                                                                               | —            | 2× Gold2     | 5× Platin5     | —           | 60.000      | Einzelnachweise                       |
| Schweden (IFPI)                                                                              | —            | 6× Gold6     | 9× Platin9     | —           | 510.000     | sverigetopplistan.se                  |
| Schweiz (IFPI)                                                                               | —            | 5× Gold5     | 4× Platin4     | —           | 155.000     | hitparade.ch                          |
| Spanien (Promusicae)                                                                         | —            | 4× Gold4     | 7× Platin7     | —           | 500.000     | elportaldemusica.es                   |
| Südafrika (RISA)                                                                             | —            | 4× Gold4     | 9× Platin9     | —           | 385.000     | risa.org.za                           |
| Südkorea (KMCA)                                                                              | —            | —            | —              | —           | 243.160     | Einzelnachweise                       |
| Ungarn (MAHASZ)                                                                              | —            | —            | 4× Platin4     | —           | 16.000      | slagerlistak.hu                       |
| Vereinigte Staaten (RIAA)                                                                    | —            | 58× Gold58   | 218× Platin218 | 3× Diamant3 | 263.226.000 | riaa.com                              |
| Vereinigtes Königreich (BPI)                                                                 | 27× Silber27 | 22× Gold22   | 37× Platin37   | —           | 33.320.000  | bpi.co.uk                             |
| Insgesamt                                                                                    | 27× Silber27 | 229× Gold229 | 614× Platin614 | 4× Diamant4 |             |                                       |